# Красный квадрат (телекомпания)
Медиагруппа «Красный квадрат» — российский телевизионно-продюсерский холдинг по производству телевизионного и музыкального контента, включающий в себя разработку и производство оригинальных телевизионных форматов, управление и дистрибуцию авторских прав, спонсорство и продакт-плейсмент.
«Красный квадрат» производит телепередачи, сериалы, документальные и художественные фильмы и занимается концертной деятельностью. Самые известные проекты холдинга — передачи «Минута славы», «Кто хочет стать миллионером?», «Контрольная закупка», «Модный приговор», «Давай поженимся» и другие, сериалы «Школа», «Попытка Веры», «Голоса», «Гаражи», «Побег» и другие.

## Деятельность и структура
ООО «Красный квадрат» было зарегистрировано 24 июля 2007 года в Москве российской предпринимательницей Ларисой Синельщиковой, являвшейся председателем совета директоров телекомпании ВИD.
Впоследствии «Красный квадрат» оформился в группу компаний со следующей структурой:
- управляющая компания «Красный квадрат»;
- «Красная студия», отвечавшая за организацию и проведение событийных телевизионных проектов, в числе которых были прямые эфиры международного музыкального конкурса «Евровидение-2009» в Москве и международного музыкального фестиваля «Пять звёзд. Интервидение» в Сочи, а также развлекательные программы «Yesterday Live», «Минута славы» и др.;
- «Оранжевая студия», занимавшаяся дополнительным производством развлекательных программ, в том числе «Большие гонки» и «Прожекторперисхилтон»;
- «Зелёная студия», производившая ежедневные линейки ток-шоу, среди которых «Модный приговор», «Контрольная закупка» и «Давай поженимся»;
- «Синяя студия», дополнительно производившая ток-шоу «Закрытый показ», «Фабрика мысли» и ряд других;
- «Белая студия», специализировавшаяся на документалистике;
- «Техностайл Технолоджи», оказывавшая профессиональные технические и сервисные услуги по производству передач холдинга.

23 октября 2007 года Роспатент зарегистрировал товарный знак «Красный квадрат», правообладателем которого стала кипрская офшорная компания Flexcor TV Holdings LTD.
Летом 2013 года управляющая компания «Красный квадрат» поглотила шесть остальных студий.
В настоящее время состав холдинга входят: медиа-дом «Красный квадрат», студия «Красный Квадрат Кино», рекламное агентство «Мандарин», компании «Изюм» и «Гранат».
«Красный квадрат» производит программы для «Первого канала». Ранее производил программы для каналов «Россия-1», «ТВ Центр», «Звезда», «Перец», «Карусель», «Россия-24» и СТС. Помимо передач и кино, холдинг занимается концертной деятельностью.
С сентября 2016 года начали появляться печатные журналы по мотивам одноимённых передач, которые производит холдинг.

## Руководство
С февраля 2017 года генеральным директором «Красного квадрата» является Илья Кривицкий, ранее возглавлявший холдинг в 2012—2014 годах и с февраля по сентябрь 2015 года. Помимо этого, он также занимается продюсированием телевизионных программ, концертов и документальных фильмов, производимых холдингом.
Ранее руководителями холдинга были Александр Кессель (в 2007—2008 годах), Андрей Курпатов (в 2008—2012 годах), Роман Саркисов (с августа 2014 по февраль 2015 года) и Алексей Кисин (с сентября 2015 по февраль 2017 года).

## Собственники

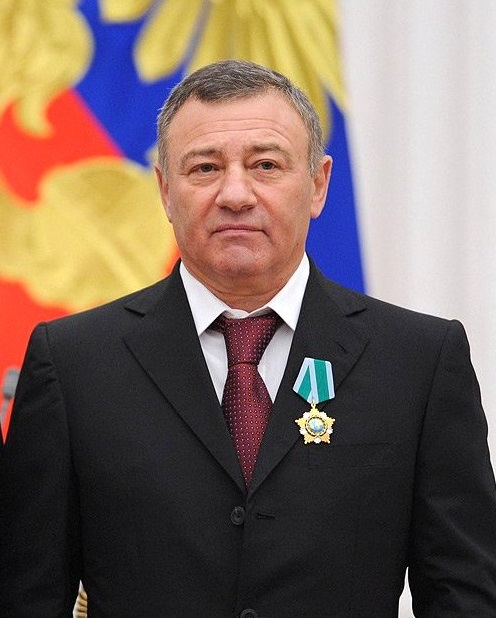
Аркадий Ротенберг

5 июня 2013 года стало известно о том, что 95 % акций ООО «Красный квадрат» номинально принадлежит кипрской офшорной компании Norvaal Services Co. Limited, основанной 12 апреля 2007 года. Остальные 5 % оказались номинально принадлежащими Ларисе Синельщиковой. Реальные владельцы офшора Norvaal Services Co. Limited и «Красного квадрата» остались неназванными.
3 апреля 2014 года Синельщикова передала номинально принадлежавшие Norvaal Services Co. Limited 51 % акций «Красного квадрата» находящемуся в санкционном списке США российскому олигарху и другу Президента РФ Владимира Путина Аркадию Ротенбергу. Сделка стала предметом внимания ведущего американского журнала о киноиндустрии «The Hollywood Reporter», охарактеризовавшего её как «продажу контрольного пакета крупнейшего в России производителя телевизионного контента». По словам официального представителя Ротенберга Андрея Батурина, «решение о приобретении контрольного пакета „Красного квадрата“ продиктовано явным пониманием растущей значимости контента для современных медиа».
6 июля 2015 года Синельщикова передала Ротенбергу остальные принадлежавшие Norvaal Services Co. Limited 49 % акций «Красного квадрата» и всех его дочерних компаний. Финансовые и иные параметры данного соглашения при этом не раскрывались. После завершения передачи ему акций Ротенберг публично назвал Синельщикову своим бизнес-партнёром и заявил, что их «ждёт плодотворная совместная работа над будущими проектами».

## Основные показатели
Объём производства «Красного квадрата» в 2013 году составлял 1650 премьерных часов, в 2014 году — 1208 премьерных часов, в 2015 году — 910 премьерных часов.
Общая выручка в 2013 году составила 9,1 млрд рублей, в 2014 году, по данным базы «СПАРК-Интерфакс» — 6,49 млрд рублей при чистой прибыли 2,428 млрд рублей.
В 2015 году общая выручка упала на 23 % до 4,998 млрд рублей, чистая прибыль при этом сократилась до 446,5 млн руб.
По итогам 2017 впервые после передачи Ларисой Синельщиковой акций компании и перехода ООО «Красный квадрат» под управление Аркадия Ротенберга выросла выручка компании — до 5,77 млрд рублей. Чистая прибыль при этом по сравнению с 2015 годом увеличилась более чем в три раза — до 1,5 млрд рублей.

## Факты
- «Красный квадрат» получил своё название в честь одноимённой картины художника Казимира Малевича, написанной в 1915 году. Логотипом компании стало стилизованное изображение красного четырёхугольника на белом фоне, напоминающего по форме квадрат, но отличающегося от него по форме верхней приподнятой стороной.
- Осенью 2015 года двухэтажный офис «Красного квадрата» в телецентре «Останкино» (АСК-1) был полностью отремонтирован. Авторами нового дизайна стало архитектурное бюро MAD Architects. По словам его директора Марии Николаевой, «невозможность вносить кардинальные изменения в планировку и фасады здания, требования сохранить существующую кабинетную систему, неприкосновенность потолочных коммуникаций и некоторые другие технические моменты не стали препятствием в работе архитекторов. Приняв вызов, мы нашли оригинальные конструктивные решения, что позволило создать интерьер, полностью соответствующий духу компании». В результате длинные коридоры и помещения с типовой отделкой советского периода превратились в дизайнерский офис, в оформлении которого были использованы самые разные фактуры — открытая кирпичная кладка, бетон, крашеные поверхности и ковровая плитка. При этом о названии компании при белой окраске интерьеров напоминают красные стулья и другие элементы обстановки[27][28].

## Программы, выпускаемые или выпускавшиеся ГК «Красный квадрат»
| Название программы               | Сезоны     | Дата выпуска                                    | Ведущий | Канал                                                                               | Жанр                                              |
| -------------------------------- | ---------- | ----------------------------------------------- | --- | ----------------------------------------------------------------------------------- | ------------------------------------------------- |
| Фабрика звёзд                    | 7-9        | 26 августа 2007 — 6 июля 2012 (с перерывами)    | Яна Чурикова, Дмитрий Шепелев (2012) | Первый канал                                                                        | музыкальная программа, реалити-шоу                |
| Минута славы                     | 2-9        | 26 августа 2007 — 29 апреля 2017 (с перерывами) | Гарик Мартиросян (2007), Александр Цекало (2008), Вилле Хаапасало (2009), Александр Олешко (2009—2014), Юлия Ковальчук (2010—2013), Дмитрий Шепелев (2011—2014), Михаил Боярский (2017) | Первый канал                                                                        | развлекательная программа, шоу народных талантов  |
| Времена                          | 8          | 8 сентября 2007 — 28 июня 2008                  | Владимир Познер | Первый канал                                                                        | информационно-аналитическое ток-шоу               |
| Стенка на стенку                 | 1-2        | 6 октября 2007 — 10 августа 2008                | Василий Уткин, Геннадий Бачинский и Сергей Стиллавин (до 01.12.2007); Иван Ургант и Александр Цекало (с 08.12.2007) | Первый канал                                                                        | спортивно-развлекательное шоу                     |
| Закрытый показ                   | 2-7        | 9 ноября 2007 — 1 сентября 2013                 | Александр Гордон | Первый канал                                                                        | ток-шоу                                           |
| Фабрика мысли                    | 2-3        | 2 декабря 2007 — 12 июня 2009                   | Михаил Кожухов (2007—2008), Дмитрий Назаров (2009) | ТВ Центр                                                                            | научная программа                                 |
| Две звезды                       | 2-7        | 16 декабря 2007 — 9 июля 2023 (с перерывами)    | Алла Пугачёва и Максим Галкин (2007—2008), Ксения Собчак, Татьяна Лазарева и Тина Канделаки (2009), Дмитрий Нагиев (2012—2014, 2021—2023), Нонна Гришаева (2012), Анастасия Заворотнюк (2013—2014), Жанна Бадоева (2021—2023), Александр Олешко и Аглая Шиловская (2023) | Первый канал                                                                        | музыкальная программа                             |
| Новые песни о главном            | -          | 29 декабря 2007 — 2 января 2009                 | Ингеборга Дапкунайте и Максим Галкин (2007); Александр Цекало, Вера Брежнева, Гарик Мартиросян, Жанна Фриске, Яна Чурикова и Марк Тишман (2009) | Первый канал                                                                        | музыкальная программа                             |
| Проводы Старого года             | -          | 31 декабря 2007 — 31 декабря 2008               | Максим Галкин (2007), Иван Ургант, Александр Цекало, Гарик Мартиросян и Сергей Светлаков (2008) | Первый канал                                                                        | новогодняя развлекательная программа              |
| Новогодняя ночь на Первом канале | -          | 31 декабря 2007 — настоящее время               | разные | Первый канал                                                                        | новогодняя развлекательная программа              |
| Старые песни о главном           | -          | 1 января 2008 — 1 января 2009                   | Иосиф Кобзон, Лариса Долина | Первый канал                                                                        | музыкальная программа                             |
| Большая разница                  | 1 вып.     | 1 января 2008                                   | Александр Цекало, Иван Ургант | Первый канал                                                                        | пародийное шоу                                    |
| Малахов+                         | 3-5        | 3 января 2008 — 3 сентября 2010                 | Геннадий Малахов, Елена Проклова (до 13.08.2010), Наталья Морозова и Василий Генералов (с 23.08.2010) | Первый канал                                                                        | ток-шоу о народной медицине                       |
| Модный приговор                  | с 1        | 3 января 2008 — настоящее время                 | Вячеслав Зайцев (до 2009), Александр Васильев (2009—2022), Андрей Бартенев (01.03-17.08.2017, периодически), Александр Рогов и Лилия Рах (с 2024) | Первый канал                                                                        | ток-шоу о моде                                    |
| Магия десяти                     | 1          | 7 января — 31 августа 2008                      | Вера Брежнева | Первый канал                                                                        | телеигра                                          |
| На ночь глядя                    | 2-12       | 8 января 2008 — 2 мая 2019                      | Борис Берман, Ильдар Жандарёв | Первый канал                                                                        | ток-шоу                                           |
| Доброй ночи!                     | 2          | 10 января — 30 мая 2008                         | Ксения Стриж, Семён Чайка, Ирина Палей, Борис Новодержкин | Первый канал                                                                        | ток-шоу                                           |
| Судите сами                      | 3-6        | 17 января 2008 — 2 июня 2011                    | Максим Шевченко | Первый канал                                                                        | ток-шоу                                           |
| В мире людей                     | 1          | 19 января — 28 июня 2008                        | Николай Дроздов | Первый канал                                                                        | документальная программа                          |
| Контрольная закупка              | 2-12       | 11 февраля 2008 — 16 июля 2018                  | Антон Привольнов, Наталья Семенихина (с 2010) | Первый канал                                                                        | познавательная программа                          |
| Король ринга                     | 2          | 10 мая — 20 июля 2008                           | Владимир Познер, Кирилл Набутов, Анна Седокова, Таир Мамедов | Первый канал                                                                        | спортивно-развлекательное шоу                     |
| Прожекторперисхилтон             | 1-4        | 17 мая 2008 — 10 июня 2012                      | Иван Ургант, Александр Цекало, Гарик Мартиросян, Сергей Светлаков | Первый канал                                                                        | информационно-развлекательная программа           |
| Гордон Кихот                     | 1-2        | 3 июля 2008 — 30 июля 2010                      | Александр Гордон | Первый канал                                                                        | ток-шоу                                           |
| Можешь? Спой!                    | 1          | 12 июля — 28 декабря 2008                       | Дмитрий Шепелев | Первый канал                                                                        | музыкальная программа                             |
| Городские пижоны                 | 1          | 14 июля — 28 августа 2008                       | Катя Гордон, Пётр Мансилья-Круз, Денис Симачёв, Алиса Гребенщикова, Игорь Шулинский, Елена Кулецкая, Лера Савицкая, Алексей Казаков, Антон Долин | Первый канал                                                                        | ночной киноканал                                  |
| Давай поженимся                  | с 1        | 28 июля 2008 — настоящее время                  | Дарья Волга (июль—сентябрь 2008), Лариса Гузеева (с октября 2008), Роза Сябитова, Василиса Володина (2008—2020), Лидия Арефьева (2014—2015), Тамара Глоба (2015—2018) | Первый канал                                                                        | ток-шоу                                           |
| Большие гонки                    | 5-10       | 7 сентября 2008 — 14 декабря 2014               | Дмитрий Нагиев (07.09.2008-14.09.2014), Кирилл Набутов (2014) | Первый канал                                                                        | спортивно-развлекательная телеигра                |
| Последний герой. Забытые в раю   | 6          | 16 ноября 2008 — 1 марта 2009                   | Ксения Собчак | Первый канал                                                                        | реалити-шоу                                       |
| Познер                           | 1-6        | 17 ноября 2008 — 23 июня 2014                   | Владимир Познер | Первый канал                                                                        | разговорная передача, ток-шоу                     |
| Кто хочет стать миллионером?     | с 11       | 27 декабря 2008 — настоящее время               | Дмитрий Дибров (2008—2022), Юлианна Караулова (с 2023) | Первый канал                                                                        | интеллектуальная телеигра                         |
| Общее дело                       | 1-2        | 28 февраля 2009 — 19 августа 2010               | Пётр Толстой, Мария Шукшина | Первый канал                                                                        | ток-шоу                                           |
| Всё по-нашему!)                  | 1          | 10 мая 2009 — 4 апреля 2010                     | Эвелина Блёданс, Светлана Галка, Станислав Ярушин, Дмитрий Брекоткин, Тимати, Сергей Минаев, Вадим Галыгин | СТС                                                                                 | пародийное шоу                                    |
| Сокровище нации                  | 1          | 19 июля — 23 августа 2009                       | Марк Тишман, Диана Шпак | Первый канал                                                                        | интеллектуальная телеигра                         |
| ДОстояние РЕспублики             | 1-6        | 6 сентября 2009 — 25 сентября 2016              | Юрий Николаев, Дмитрий Шепелев | Первый канал                                                                        | музыкальное шоу                                   |
| Участок                          | 1          | 22 сентября 2009 — 20 августа 2010              | Анастасия Мельникова | Первый канал                                                                        | ток-шоу                                           |
| Добрый вечер, Москва!            | 1-2        | 23 октября 2009 — 1 апреля 2011                 | Алексей Ягудин, Лариса Голубкина (до 3 сентября 2010), Дмитрий Харатьян (с 3 сентября 2010), Ольга Будина (с 3 сентября до 15 октября 2010), Инна Маликова (с 15 октября 2010) | ТВ Центр                                                                            | музыкальное шоу                                   |
| Мульт личности                   | 1-2        | 15 ноября 2009 — 3 июля 2011                    | - | Первый канал                                                                        | сатирические мультфильмы                          |
| INTERсеть                        | 1          | 31 января — 28 февраля 2010                     | Артём Михалков | СТС                                                                                 | программа об интернете                            |
| Счастье есть!                    | 1-2        | 6 марта 2010 — 6 января 2011                    | Елена Чекалова | Первый канал                                                                        | кулинарная программа                              |
| Жестокие игры                    | 1-3        | 7 марта 2010 — 7 июля 2012                      | Кирилл Набутов, Яна Чурикова; Дмитрий Дибров (2010) | Первый канал                                                                        | экстремальное шоу                                 |
| Во имя Великой Победы            | 1          | 2 апреля — 7 мая 2010                           | Тутта Ларсен | Звезда                                                                              | ток-шоу                                           |
| Детектор лжи                     | 1-2        | 24 июля 2010 — 3 июля 2012                      | Андрей Малахов | Первый канал                                                                        | экспериментальный психологический проект          |
| Знакомство с родителями          | 1          | 14 августа — 11 октября 2010                    | Роза Сябитова | Первый канал                                                                        | ток-шоу                                           |
| Yesterday Live                   | 1-3        | 12 сентября 2010 — 11 мая 2013                  | Виктор Васильев | Первый канал                                                                        | юмористическо-сатирическое шоу                    |
| ЖКХ                              | 1-3        | 25 октября 2010 — 12 октября 2012               | Елена Проклова | Первый канал                                                                        | ток-шоу                                           |
| Какие наши годы!                 | 1-2        | 6 ноября 2010 — 28 августа 2011                 | Татьяна Арно, Леонид Парфёнов | Первый канал                                                                        | историческая программа                            |
| Красная звезда                   | 1-4        | 1 января 2011 — 2 января 2014                   | Александр Цекало и Гарик Мартиросян (01.01.2011), Иван Ургант (01.01.2011, 01.01.2012), Яна Чурикова (27.11.2011—01.01.2013), Ксения Собчак и Антон Макарский (01.01.2012), Юрий Аксюта (01.01.2013), Вера Брежнева и Антон Беляев (02.01.2014) | Первый канал                                                                        | музыкальный хит-парад                             |
| Свобода и справедливость         | 2-4        | 29 августа 2011 — 29 октября 2013               | Андрей Макаров | Первый канал                                                                        | ток-шоу                                           |
| Специальное задание              | 1          | 9 октября 2011 — 22 января 2012                 | Вера Брежнева, Олег Тактаров | Первый канал                                                                        | военно-патриотическая развлекательная программа   |
| Что делать?                      | 1          | 23 октября — 25 декабря 2011                    | Михаил Пореченков, Денис Гребенюк | Перец                                                                               | документально-психологическая программа           |
| Выборы — 2011                    | 1          | 9 ноября — 4 декабря 2011                       | Пётр Толстой, Арина Шарапова | Первый канал                                                                        | дебаты кандидатов в депутаты Государственной думы |
| В чёрной-чёрной комнате…         | 1          | 21 января — 17 марта 2012                       | Игорь Жижикин | Первый канал                                                                        | экстремальная телеигра                            |
| В контексте                      | 1          | 26 января — 27 июня 2012                        | Максим Шевченко | Первый канал                                                                        | ток-шоу                                           |
| Гражданин Гордон                 | 1          | 29 января — 26 июня 2012                        | Александр Гордон | Первый канал                                                                        | ток-шоу                                           |
| Между нами, девочками…           | 1          | 2 мая — 31 августа 2012                         | Яна Лапутина, Татьяна Буланова, Юлия Куварзина, Полина Циторинская | Первый канал                                                                        | ток-шоу                                           |
| Сегодня вечером                  | с 1        | 1 сентября 2012 — настоящее время               | Андрей Малахов (до 01.07.2017), Юлия Меньшова (02.09.2017—14.12.2019), Максим Галкин (02.09.2017—12.02.2022), Николай Цискаридзе (с 07.05.2022) | Первый канал                                                                        | ток-шоу                                           |
| Время обедать!                   | 1-2        | 10 сентября 2012 — 27 июня 2014                 | Наташа Королёва, Людмила Порывай, Александр Олешко (2013—2014), Роман Будников (2014) | Первый канал                                                                        | кулинарное шоу                                    |
| Абракадабра                      | 1-2        | 22 сентября 2012 — 24 мая 2014                  | разные | Первый канал                                                                        | теледайджест                                      |
| Настя                            | 1          | 30 сентября — 9 декабря 2012                    | Анастасия Заворотнюк | Первый канал                                                                        | развлекательная программа, вечернее шоу           |
| Дёшево и сердито                 | 1          | 1 октября 2012 — 7 марта 2013                   | Дарья Донцова | Первый канал                                                                        | ток-шоу                                           |
| Голос                            | 1-3        | 5 октября 2012 — 26 декабря 2014                | Дмитрий Нагиев | Первый канал                                                                        | вокальное шоу                                     |
| Доброго здоровьица!              | 1-2        | 3 декабря 2012 — 28 марта 2014                  | Геннадий Малахов, Ангелина Вовк | Первый канал                                                                        | ток-шоу                                           |
| Разговор с Дмитрием Медведевым   | -          | 7 декабря 2012 — 5 декабря 2019                 | Ирада Зейналова и Сергей Брилёв (2012—2018), Алексей Пивоваров (2012), Марианна Максимовская и Михаил Зыгарь (2012—2014), Вадим Такменёв (2013—2014), Кирилл Поздняков и Елизавета Осетинская (2015), Михаил Фишман (2015—2017), Валерий Фадеев (2016—2017), Эльмар Муртазаев (2016), Игорь Полетаев (2017), Пётр Толстой, Илья Доронов и Ирита Минина (2018), Александра Суворова (2019) | Россия-1, Россия-24 (2012—2019), Дождь (2012—2017), ОТР, Звезда, Мир, Мир 24 (2019) | интервью с премьер-министром России               |
| Угадай мелодию                   | 9-17       | 2 января 2013 — 13 января 2024                  | Валдис Пельш | Первый канал                                                                        | музыкальная телеигра                              |
| Форт Боярд                       | 6          | 16 февраля — 21 апреля 2013                     | Николай Валуев, Анна Ардова | Первый канал                                                                        | приключения, реалити-шоу, телеигра                |
| Я подаю на развод                | 1          | 11 марта — 1 августа 2013                       | Оксана Пушкина | Первый канал                                                                        | ток-шоу                                           |
| Пока ещё не поздно               | 1          | 18 марта — 31 мая 2013                          | Кирилл Набутов | Первый канал                                                                        | реалити-шоу                                       |
| Куб                              | 1-2        | 30 марта — 30 ноября 2013                       | Дмитрий Харатьян | Первый канал                                                                        | телеигра                                          |
| Политика                         | 1          | 11 апреля 2013 — 23 июля 2014                   | Александр Гордон, Пётр Толстой | Первый канал                                                                        | ток-шоу                                           |
| Идеальный ремонт                 | 1-6        | 27 апреля 2013 — 30 ноября 2019                 | Наталья Барбье | Первый канал                                                                        | познавательная программа о ремонте                |
| Вышка                            | 1          | 9 июня — 4 августа 2013                         | Виктор Васильев, Катерина Шпица | Первый канал                                                                        | реалити-шоу                                       |
| Истина где-то рядом              | 1          | 1 июля 2013 — 30 мая 2014                       | Алексей Лысенков | Первый канал                                                                        | программа о мистике                               |
| В наше время                     | 1-2        | 2 сентября 2013 — 20 декабря 2014               | Юрий Николаев, Ангелина Вовк, Татьяна Веденеева, Александр Олешко (2014) | Первый канал                                                                        | ток-шоу                                           |
| За и против                      | 1          | 6 сентября — 11 октября 2013                    | Александр Гордон, Екатерина Стриженова | Первый канал                                                                        | ток-шоу                                           |
| Успеть до полуночи               | 1          | 7 сентября — 28 декабря 2013                    | Алексей Чумаков, Тимур Родригез | Первый канал                                                                        | развлекательное шоу                               |
| Самый лучший муж                 | 1          | 9 сентября — 22 ноября 2013                     | Дмитрий Харатьян, Екатерина Скулкина, Арина Шарапова | Первый канал                                                                        | телеигра                                          |
| Наедине со всеми                 | 1          | 14 октября 2013 — 30 июня 2014                  | Юлия Меньшова | Первый канал                                                                        | ток-шоу                                           |
| Повтори!                         | 1          | 3 ноября 2013 — 26 января 2014                  | Александр Ревва | Первый канал                                                                        | пародийное шоу                                    |
| Они и мы                         | 1          | 25 ноября 2013 — 11 июля 2014                   | Александр Гордон, Екатерина Стриженова | Первый канал                                                                        | ток-шоу                                           |
| Голос. Дети                      | 1-2        | 28 февраля 2014 — 17 апреля 2015                | Дмитрий Нагиев; Наталья Водянова (2014), Анастасия Чеважевская (2015) | Первый канал                                                                        | вокальное шоу                                     |
| Точь-в-точь                      | 1-3        | 2 марта 2014 — 1 января 2016                    | Александр Олешко | Первый канал                                                                        | шоу перевоплощений                                |
| Дело ваше…                       | 1          | 31 марта — 30 мая 2014                          | Татьяна Судец, Татьяна Васильева, Тамара Сёмина, Наталья Варлей, Раиса Рязанова, Ольга Науменко | Первый канал                                                                        | ток-шоу                                           |
| Остров Крым                      | 1          | 7 апреля — 8 мая 2014                           | Валдис Пельш, Дмитрий Харатьян, Арина Шарапова, Александр Олешко, Антон Привольнов, Леонид Якубович | Первый канал                                                                        | документальная передача                           |
| Три аккорда                      | с 1        | 21 сентября 2014 — настоящее время              | Максим Аверин | Первый канал                                                                        | музыкальное шоу                                   |
| Главная сцена                    | 1-2        | 30 января 2015 — 2 января 2016                  | Гарик Мартиросян, Григорий Лепс (1-й сезон); Наргиз Закирова, Марина Кравец, Эрнест Мацкявичюс (2-й сезон) | Россия-1                                                                            | музыкальное реалити-шоу                           |
| Танцы со звёздами                | 9-10       | 14 февраля 2015 — 24 апреля 2016                | Максим Галкин (2015), Гарик Мартиросян (2016), Дарья Златопольская | Россия-1                                                                            | танцевальное шоу                                  |
| Утро с Максимом Галкиным         | 1          | 21 февраля — 21 марта 2015                      | Максим Галкин | Россия-1                                                                            | ток-шоу                                           |
| Знание — сила                    | 1          | 19 сентября — 26 декабря 2015                   | Дмитрий Киселёв (19 сентября—28 ноября 2015), Сергей Брилёв (5—26 декабря 2015) | Россия-1                                                                            | интеллектуальное шоу                              |
| Вместе с дельфинами              | 1          | 3 октября — 7 ноября 2015                       | Валдис Пельш, Мария Киселёва | Первый канал                                                                        | развлекательное шоу                               |
| Следствие покажет                | 1          | 10 октября 2015 — 30 января 2016                | Владимир Маркин | Первый канал                                                                        | документальная программа                          |
| Синяя птица                      | 1          | 1 ноября — 13 декабря 2015                      | Дарья Златопольская | Россия-1                                                                            | конкурс юных талантов                             |
| Гости по воскресеньям            | 1          | 29 ноября 2015 — 26 июня 2016                   | Ирина Муромцева | Первый канал                                                                        | ток-шоу                                           |
| Без страховки                    | 1          | 31 января — 28 мая 2016                         | Яна Чурикова, Кирилл Набутов | Первый канал                                                                        | экстремальное шоу                                 |
| Прожарка                         | 1 вып.     | 27 февраля 2016                                 | Станислав Ярушин | Первый канал                                                                        | развлекательное шоу                               |
| МаксимМаксим                     | 1-2        | 21 мая 2016 — 2 января 2017                     | Максим Галкин | Первый канал                                                                        | развлекательное шоу                               |
| Лучше всех!                      | 1-8        | 6 ноября 2016 — 31 августа 2024                 | Максим Галкин (2016—2022), Жанна Бадоева (2023—2024) | Первый канал                                                                        | детское шоу талантов                              |
| Будь лучше всех!                 | 1          | 12 ноября 2016 — 1 января 2017                  | - | Карусель                                                                            | передача о детях, участвующих в шоу талантов      |
| ТилиТелеТесто                    | 1          | 12 марта — 16 апреля 2017                       | Лариса Гузеева | Первый канал                                                                        | кулинарный конкурс                                |
| Вокруг смеха                     | 13         | 1 апреля — 19 августа 2017                      | Ефим Шифрин | Первый канал                                                                        | юмористическая программа                          |
| Победитель                       | 1          | 19 мая — 4 августа 2017                         | Дмитрий Нагиев | Первый канал                                                                        | вокально-игровое шоу                              |
| Честное слово                    | 1-3        | 9 июля 2017 — 5 сентября 2021                   | Юрий Николаев | Первый канал                                                                        | разговорная программа                             |
| Дачники                          | 1          | 9 июля — 6 августа 2017                         | - | Первый канал                                                                        | квазидокументальное реалити-шоу                   |
| Главный котик страны             | 1          | 3 сентября — 22 октября 2017                    | Сергей Шнуров, Алексей Лысенков | Первый канал                                                                        | конкурс кошек                                     |
| Наука                            | 1-2        | 16 сентября 2017 — 27 июля 2019                 | Наталья Попова | Россия-24                                                                           | информационно-познавательная программа            |
| Короли фанеры                    | 1          | 16 сентября — 23 декабря 2017                   | Павел Прилучный, Яна Кошкина | Первый канал                                                                        | музыкальное шоу                                   |
| Я могу!                          | 1-2        | 1 октября 2017 — 23 сентября 2018               | Леонид Якубович | Первый канал                                                                        | конкурс талантов                                  |
| Моя мама готовит лучше           | 1          | 8 октября 2017 — 19 июля 2020                   | Дмитрий Хрусталёв | Первый канал                                                                        | кулинарный конкурс                                |
| Старше всех!                     | 1          | 29 октября 2017 — 22 июля 2018                  | Максим Галкин | Первый канал                                                                        | шоу талантов пенсионного возраста                 |
| Успех                            | 1          | 5 ноября — 24 декабря 2017                      | Вера Брежнева | СТС                                                                                 | вокальное шоу                                     |
| Русский ниндзя                   | 1-2        | 26 ноября 2017 — 25 ноября 2018                 | Тимур Соловьёв, Юлианна Караулова, Евгений Савин | Первый канал                                                                        | экстремальное шоу                                 |
| Время кино                       | 1 вып.     | 9 декабря 2017                                  | Александр Паль, Равшана Куркова | Первый канал                                                                        | ностальгическое ток-шоу                           |
| В гости по утрам                 | 1          | 21 января — 3 июня 2018                         | Мария Шукшина | Первый канал                                                                        | разговорная программа                             |
| Звёзды под гипнозом              | 1          | 4 февраля — 19 августа 2018                     | Максим Галкин | Первый канал                                                                        | развлекательное шоу                               |
| Твоя игра                        | 1          | 15 июня — 15 июля 2018                          | Константин Анисимов | Первый канал                                                                        | букмекерское шоу                                  |
| Сегодня. День начинается         | 1          | 3 сентября 2018 — 19 июня 2019                  | Родион Газманов, Ирина Пудова | Первый канал                                                                        | развлекательное ток-шоу                           |
| Новые люди                       | 29-40 вып. | 21 сентября 2018 — 5 апреля 2019                | Наталья Попова | Наука                                                                               | программа-интервью с молодыми учёными             |
| Живая жизнь                      | 1          | 2 февраля — 21 июля 2019                        | разные | Первый канал                                                                        | дневной познавательный канал                      |
| Главная роль                     | 1          | 3 февраля — 11 мая 2019                         | Павел Прилучный, Ирина Муромцева | Первый канал                                                                        | шоу перевоплощений                                |
| Русский кёрлинг                  | 1          | 17 марта — 14 апреля 2019                       | Валдис Пельш, Павел Занозин | Первый канал                                                                        | спортивный конкурс                                |
| Щас спою                         | 1          | 6—27 октября 2019                               | Гарик Мартиросян | Первый канал                                                                        | конкурс вокалистов-любителей                      |
| Dance Революция                  | 1-2        | 9 февраля 2020 — 22 августа 2021                | Алла Михеева (2020), Ирина Пегова (2021) | Первый канал                                                                        | танцевальное шоу                                  |
| На дачу!                         | 1-2        | 23 мая 2020 — 16 октября 2021                   | Наталья Барбье, Лариса Гузеева (поочерёдно, 2020) | Первый канал                                                                        | программа о подготовке дач к сезону               |
| Я почти знаменит                 | 1          | 17 января — 21 марта 2021                       | Сергей Минаев, Аглая Шиловская | Первый канал                                                                        | шоу народных талантов                             |
| Доктора против интернета         | 1          | 4 апреля — 30 мая 2021                          | Мария Аронова | Первый канал                                                                        | медицинское ток-шоу                               |
| Вызов. Первые в космосе          | 1          | 5 сентября — 24 октября 2021                    | | Первый канал                                                                        | реалити-шоу                                       |
| 60 лучших. К юбилею КВН          | 1          | 7 ноября — 19 декабря 2021                      | - | Первый канал                                                                        | дайджест выступлений КВНщиков                     |
| Повара на колёсах                | с 1        | 18 сентября 2022 — настоящее время              | Георгий Троян, Антон Ковальков | Первый канал                                                                        | кулинарное тревел-шоу                             |
| Фантастика                       | с 1        | 23 сентября 2022 — настоящее время              | Вадим Галыгин | Первый канал                                                                        | музыкальное высокотехнологичное шоу               |
| ПроУют                           | с 1        | 1 октября 2022 — настоящее время                | Вера Панфилова-Кинчева | Первый канал                                                                        | передача о ремонте и дизайнерских решениях        |
| Поём на кухне всей страной       | 1          | 9 октября 2022 — 15 января 2023                 | Валдис Пельш | Первый канал                                                                        | музыкальное шоу                                   |
| Подкаст.Лаб                      | с 1        | 2 января 2023 — настоящее время                 | | Первый канал                                                                        | дискуссионный тележурнал                          |
| Перепой звезду!                  | с 1        | 8 октября 2023 — настоящее время                | Аля Кокушкина и Антон Лаврентьев (2023), Mia Boyka и Алексей Воробьёв (с 2025) | Первый канал                                                                        | музыкальное шоу                                   |
| Я люблю мою страну               | 1-2        | 4 ноября 2023 — 5 января 2025                   | Валдис Пельш | Первый канал                                                                        | телеигра                                          |

## Социально значимые трансляции
| Название трансляции | Дата            | Ведущий                            | Канал     |
| --- | --------------- | ---------------------------------- | --------- |
| Трансляция открытия образовательного центра «Сириус» в Сочи                                                                      | 1 сентября 2015 | Владимир Путин                     | Россия-24 |
| Трансляция выступления Святейшего Патриарха Московского и всея Руси Кирилла на II Международном православном студенческом форуме | 13 октября 2016 | Патриарх Кирилл, Екатерина Грачёва | Россия-24 |
| Трансляция открытия Крымского моста                                                                                              | 16 мая 2018     | Владимир Путин                     | Россия-24 |
| Трансляция освящения Главного храма Вооружённых сил РФ                                                                           | 14 июня 2020    | Сергей Шойгу                       | Звезда    |

## Концерты
| Название концерта | Дата выпуска                                                                                    | Ведущий | Канал        |
| --- | ----------------------------------------------------------------------------------------------- | --- | ------------ |
| Юбилейный концерт Иосифа Кобзона | 14 сентября 2007                                                                                | Светлана Моргунова | Первый канал |
| С первым смехом! | 1 января 2008                                                                                   | Михаил Задорнов | Первый канал |
| К дню рождения Владимира Высоцкого. Своя колея | 26 января 2008, 25 января 2009, 29 января 2012, 25 января 2014 — 24 января 2020, 28 января 2022 | Владимир Познер, Ирина Линдт, Валерий Золотухин, Сергей Безруков, Екатерина Гусева, Никита Ефремов, Чулпан Хаматова, Дмитрий Харатьян, Ирина Апексимова | Первый канал |
| К 15-летию «Газпрома» | 15 февраля 2008                                                                                 | Яна Чурикова, Гарик Мартиросян | Первый канал |
| Россия, вперёд! | 23 февраля, 2 марта 2008                                                                        | Валдис Пельш (23.02.2008), Дмитрий Дибров | Первый канал |
| «Спасибо, жизнь!». Концерт Эдиты Пьехи | 10 марта 2008                                                                                   | | Первый канал |
| Юбилейный вернисаж Ильи Резника | 11 апреля 2008                                                                                  | | Первый канал |
| Брэнд года/EFFIE 2007 | 15—16 мая 2008                                                                                  | Татьяна Веденеева | РБК          |
| Николай Караченцов. 40 лет на сцене | 16 мая 2008                                                                                     | Яна Чурикова, Виктор Раков | Первый канал |
| «Аргументам и Фактам» — 30 лет! | 23 мая 2008                                                                                     | Яна Чурикова | Первый канал |
| Вперёд, Россия! | 14 июня 2008                                                                                    | Яна Чурикова, Виктор Гусев | Первый канал |
| День семьи, любви и верности | 8 июля 2008 — 7 июля 2019, 9 июля 2022                                                          | Сергей Безруков, Ирина Безрукова, Егор Бероев, Ксения Алфёрова, Екатерина Стриженова, Александр Стриженов, Михаил Боярский, Лариса Луппиан, Елизавета Боярская, Максим Матвеев, Иван Охлобыстин, Оксана Охлобыстина, Дмитрий Шепелев, Дмитрий Дюжев, Татьяна Дюжева, Дмитрий Харатьян, Марина Майко, Игорь Петренко, Екатерина Климова, Дмитрий Певцов, Ольга Дроздова, Виктор Васильев, Анна Снаткина, Игорь Николаев, Юлия Проскурякова | Первый канал |
| Международный конкурс молодых исполнителей «Пять звёзд. Интервидение»                                                                                                 | 28—31 августа 2008                                                                              | Александр Цекало, Анна Седокова, Дмитрий Шепелев, Александра Савельева, Яна Чурикова, Андрей Малахов, Сати Казанова, Иван Ургант | Первый канал |
| «Не забывай». Песни Михаила Танича | 3 ноября 2008                                                                                   | Яна Чурикова, Иосиф Кобзон | Первый канал |
| Юбилейный вечер Николая Добронравова | 22 ноября 2008                                                                                  | Игорь Кириллов, Анна Шатилова, Яна Чурикова | Первый канал |
| Юбилейный вечер Андрея Дементьева «Всё начинается с любви» | 29 ноября 2008                                                                                  | Иосиф Кобзон | Первый канал |
| Юбилейный вечер Георгия Гараняна | 6 декабря 2008                                                                                  | Яна Чурикова, Марк Тишман | Первый канал |
| Юбилейный вечер Юрия Николаева | 19 декабря 2008                                                                                 | Татьяна Веденеева | Первый канал |
| Валерий Меладзе. Вопреки | 16 января 2009                                                                                  | | Первый канал |
| Праздничный концерт ко Дню защитника Отечества | 23 февраля 2009—2011, 2013—2015; 21 февраля 2016, 23 февраля 2017 и 2019                        | Екатерина Стриженова, Валдис Пельш, Яна Чурикова, Александр Маршал | Первый канал |
| Свои 20 лет. Юбилейный концерт группы «Любэ» | 1 марта 2009                                                                                    | | Первый канал |
| Здравствуй, мир, здравствуй, друг! | 1 мая 2009                                                                                      | Сергей Лазарев | Первый канал |
| Евровидение-2009 | 12—16 мая 2009                                                                                  | Иван Ургант, Алсу, Андрей Малахов, Наталья Водянова, Дмитрий Шепелев | Первый канал |
| «Лети, моя песня». Юбилей певицы Аллы Баяновой | 23 мая 2009                                                                                     | | Первый канал |
| Юбилейный вечер Александры Пахмутовой | 8 ноября 2009                                                                                   | Татьяна Веденеева, Марк Тишман | Первый канал |
| Праздничный концерт ко Дню милиции | 10 ноября 2009                                                                                  | Анастасия Мельникова, Евгений Дятлов | Первый канал |
| Открытие сезона в Государственном Кремлёвском дворце | 28 ноября 2009                                                                                  | Светлана Моргунова, Александр Олешко | Первый канал |
| Гарик Сукачёв. 5:0 в мою пользу | 5 декабря 2009                                                                                  | | Первый канал |
| Новый год по-нашему!) | 31 декабря 2009                                                                                 | Михаил Шац, Татьяна Лазарева, Эвелина Блёданс | СТС          |
| Новогодний концерт Михаила Задорнова | 2 января 2010                                                                                   | | Первый канал |
| Легенды Ретро FM | 22 января и 4 ноября 2010                                                                       | Лариса Вербицкая, Дмитрий Харатьян, Сергей Жигунов | Первый канал |
| Юбилейный концерт Игоря Матвиенко | 5 февраля 2010                                                                                  | | Первый канал |
| Бенефис Ларисы Голубкиной | 8 марта 2010                                                                                    | Андрей Малахов, Александр Олешко | Первый канал |
| Концерт Патрисии Каас «Спасибо, Россия!» | 8 марта 2010                                                                                    | Гарик Мартиросян | Первый канал |
| Аль Бано и его леди | 17 апреля 2010                                                                                  | | Первый канал |
| Новые песни о войне. Финал конкурса «Весна победы» | 1 мая 2010                                                                                      | Яна Чурикова, Дмитрий Шепелев | Первый канал |
| Праздничный концерт, посвящённый 65-й годовщине Победы в Великой Отечественной войне                                                                                  | 9 мая 2010                                                                                      | Игорь Кириллов, Анна Шатилова, Яна Чурикова, Иван Ургант | Первый канал |
| Юбилейный концерт группы Стаса Намина «Цветы» | 4 июня 2010                                                                                     | | Первый канал |
| «Маленький принц». Благотворительная акция «Подари жизнь!» | 13 июня 2010                                                                                    | Артур Смольянинов, Чулпан Хаматова | Первый канал |
| «Мистер Трололо». Творческий вечер Эдуарда Хиля | 14 июня 2010                                                                                    | Татьяна Веденеева | Первый канал |
| «Я лечу над Россией». Вечер памяти Людмилы Георгиевны Зыкиной | 20 июня 2010                                                                                    | Светлана Моргунова, Марк Тишман | Первый канал |
| Песни для Аллы | 11 июля 2010                                                                                    | Алла Пугачёва, Алексей Кортнев | Первый канал |
| Олимпиада-80. 30 лет спустя | 18 июля 2010                                                                                    | Татьяна Веденеева, Кирилл Набутов | Первый канал |
| Юбилейный вечер Олега Анофриева | 25 июля 2010                                                                                    | Татьяна Веденеева | Первый канал |
| Юбилейный вечер Леонида Якубовича | 1 августа 2010                                                                                  | Юрий Николаев | Первый канал |
| Между небом и землёй. Концерт Стаса Михайлова в Кремле | 29 августа 2010                                                                                 | | Первый канал |
| «Планета Григорий Горин». Вечер памяти | 29 августа 2010                                                                                 | | Первый канал |
| Праздничный концерт ко Дню работника сельского хозяйства | 10 октября 2010, 13 октября 2019, 11 октября 2020                                               | Леонид Якубович (2010, 2019), Сергей Колесников (2010), Светлана Зейналова и Валдис Пельш (2020) | Первый канал |
| 20 лет «Полю чудес» | 3 ноября 2010                                                                                   | Леонид Якубович | Первый канал |
| «Спешите делать добрые дела». Концерт памяти Валентины Толкуновой | 4 ноября 2010                                                                                   | Ангелина Вовк | Первый канал |
| 20 лет Налоговой службе Российской Федерации. Юбилейный концерт | 26 ноября 2010                                                                                  | Владимир Винокур, Лев Лещенко, Максим Галкин, Нонна Гришаева | Первый канал |
| «15 лет. Вместе навсегда!». Юбилейный концерт группы «Иванушки International»                                                                                         | 5 декабря 2010                                                                                  | Дмитрий Шепелев, Яна Чурикова | Первый канал |
| Вспоминая Вячеслава Тихонова | 26 декабря 2010                                                                                 | Анна Тихонова, Андрей Чернышов | Первый канал |
| «Поверь в мечту». Благотворительный концерт | 7 января 2011                                                                                   | Елена Север, Антон Зорькин, Екатерина Стриженова | Первый канал |
| «Белая птица». Концерт Елены Ваенги | 7 января 2011                                                                                   | | Первый канал |
| Поможем тигру. Благотворительный концерт в Михайловском театре | 8 января 2011                                                                                   | Илья Лагутенко, Наоми Кэмпбелл | Первый канал |
| Виктор Дробыш. Юбилейный вечер. Хиты и звёзды | 9 января 2011                                                                                   | | Первый канал |
| Юбилейный концерт Левона Оганезова | 10 января 2011                                                                                  | | Первый канал |
| Олег Табаков. Юбилей среди друзей | 22 января 2011                                                                                  | Игорь Золотовицкий | Первый канал |
| Вечер музыки Микаэла Таривердиева | 23 января 2011                                                                                  | Алёна Бабенко, Максим Матвеев | Первый канал |
| «Ни минуты покоя…». Юбилейный концерт Вячеслава Добрынина | 20 февраля 2011                                                                                 | | Первый канал |
| Талисмания. Сочи-2014. Финал | 25 февраля 2011                                                                                 | Иван Ургант | Первый канал |
| «Вернись, любовь!». Концерт Александра Серова | 6 марта 2011                                                                                    | | Первый канал |
| «Восемь». Праздничный концерт | 8 марта 2011                                                                                    | Валдис Пельш, Алексей Кортнев | Первый канал |
| Торжественный вечер в Роял Альберт-холле, посвящённый 80-летию Михаила Горбачёва. «Человек, который изменил мир»                                                      | 1 апреля 2011                                                                                   | Шэрон Стоун, Кевин Спейси | Первый канал |
| «Одна надежда на любовь». Концерт Игоря Николаева и Юлии Проскуряковой                                                                                                | 8 апреля 2011                                                                                   | | Первый канал |
| «Только ты…». Концерт Стаса Михайлова | 1 мая 2011                                                                                      | | Первый канал |
| «Поцелуй на бис». Концерт Кристины Орбакайте | 29 мая 2011                                                                                     | | Первый канал |
| Юбилейный концерт группы «ВИА Гра» | 3 июня 2011                                                                                     | | Первый канал |
| «Я несу в ладонях свет». Концерт Тамары Гвердцители | 5 июня 2011                                                                                     | | Первый канал |
| Андрей Макаревич и «Оркестр креольского танго» | 19 июня 2011                                                                                    | | Первый канал |
| 75 лет ГИБДД | 3 июля 2011                                                                                     | Юрий Николаев, Лариса Вербицкая, Дмитрий Шепелев, Юлия Ковальчук | Первый канал |
| «Боже, какой пустяк!». Юбилейный концерт Александра Иванова и группы «Рондо»                                                                                          | 16 октября 2011                                                                                 | | Первый канал |
| Все хиты «Юмор FM» на «Первом» | 4 ноября 2011, 29 ноября 2015                                                                   | Андрей Рожков (2011), Михаил Галустян и Ольга Картункова (2015) | Первый канал |
| Концерт ко Дню сотрудника органов внутренних дел | 10 ноября 2011, 2013, 2015, 2017, 2019                                                          | Валдис Пельш, Екатерина Стриженова, Лариса Вербицкая, Александр Маршал, Анастасия Заворотнюк, Яна Чурикова, Евгений Дятлов, Елена Яковлева | Первый канал |
| Николай Носков. «Это здорово!». Юбилейный концерт | 4 декабря 2011                                                                                  | | Первый канал |
| Государственному Кремлёвскому дворцу — 50 лет. Юбилейный концерт | 16 декабря 2011                                                                                 | Игорь Кириллов, Анна Шатилова, Яна Чурикова, Дмитрий Шепелев | Первый канал |
| 200 лет Кубанскому казачьему хору. Юбилейный концерт | 7 января 2012                                                                                   | | Первый канал |
| Концерт Елены Ваенги в Кремле | 7 января 2012                                                                                   | | Первый канал |
| К 290-летию прокуратуры России | 14 января 2012                                                                                  | Екатерина Стриженова, Леонид Ярмольник | Первый канал |
| Вечер музыки Арно Бабаджаняна | 22 января 2012                                                                                  | Юрий Николаев, Екатерина Стриженова | Первый канал |
| Юбилейный концерт Льва Лещенко | 5 февраля 2012                                                                                  | | Первый канал |
| «Небеса». Концерт Валерия Меладзе | 23 февраля 2012                                                                                 | | Первый канал |
| Юбилейный концерт Николая Расторгуева и группы «Любэ» | 3 марта 2012                                                                                    | Екатерина Гусева, Юрий Николаев | Первый канал |
| «Я открою своё сердце». Концерт Стаса Михайлова | 8 марта 2012                                                                                    | | Первый канал |
| Юбилейный концерт Ирины Аллегровой в «Олимпийском» | 9 марта 2012                                                                                    | | Первый канал |
| 25-я юбилейная церемония вручения российской национальной премии «Ника»                                                                                               | 8 апреля 2012                                                                                   | Юлий Гусман, Ксения Собчак | Первый канал |
| Праздник телеканала «Карусель» ко Дню защиты детей на ВВЦ | 1 июня 2012                                                                                     | Александр Киреев, Анна Вергелесова, Инна Сопина | Карусель     |
| Праздничный концерт ко Дню работников миграционной службы | 16 июня 2012                                                                                    | Екатерина Стриженова, Андрей Чернышов | Первый канал |
| Григорий Лепс. Концерт в день рождения | 20 июля 2012                                                                                    | | Первый канал |
| Юбилейный концерт Сергея Трофимова «Сорокопяточка» | 28 июля 2012                                                                                    | | Первый канал |
| Юбилейный концерт Софии Ротару | 12 августа 2012                                                                                 | | Первый канал |
| «Ты моя мелодия». Концерт памяти Муслима Магомаева | 21 октября 2012                                                                                 | Андрей Малахов, Светлана Моргунова | Первый канал |
| «Я люблю этот мир». Юбилейный концерт Эдиты Пьехи | 3 ноября 2012                                                                                   | | Первый канал |
| Звёзды против пиратства | 5 ноября 2012                                                                                   | Яна Чурикова, Дмитрий Шепелев | Первый канал |
| Премия «Золотой луч 2012» | 12 ноября 2012                                                                                  | Кирилл Набутов, Татьяна Арно | РЕН ТВ       |
| «Золотой граммофон» | 30 декабря 2012 и 1 января 2014                                                                 | Иван Ургант, Дмитрий Нагиев, Вера Брежнева (2012) | Первый канал |
| «Рождественские встречи» Аллы Пугачёвой | 7 января 2013                                                                                   | | Первый канал |
| «30 лет. Начало». Юбилейный концерт Димы Билана | 19 января 2013                                                                                  | | Первый канал |
| Кабачок «13 стульев». Собрание сочинений | 2 марта 2013                                                                                    | | Первый канал |
| «Самый лучший день». Юбилейный концерт Григория Лепса | 8 марта 2013                                                                                    | | Первый канал |
| Юбилейный концерт группы «А’Студио» | 9 марта 2013                                                                                    | | Первый канал |
| Юбилейный концерт Вячеслава Бутусова | 10 марта 2013                                                                                   | | Первый канал |
| «20 лет в пути». Юбилейный концерт Стаса Михайлова | 1 мая 2013                                                                                      | | Первый канал |
| 3-я Русская музыкальная премия телеканала «RU.TV» | 25 мая 2013                                                                                     | Ксения Собчак, Потап | RU.TV        |
| Между Уже и Всегда. Вечер к 60-летию Александра Абдулова | 1 июня 2013                                                                                     | Леонид Ярмольник, Ирина Алфёрова | Первый канал |
| «Желаю Вам…». К юбилею Роберта Рождественского | 31 августа 2013                                                                                 | Максим Дунаевский, Юлия Зимина | Первый канал |
| Концерт группы «Би-2» | 15 сентября 2013                                                                                | | Первый канал |
| «Всем миром!». Благотворительный марафон | 29 сентября 2013                                                                                | Андрей Малахов, Иван Ургант, Леонид Якубович, Арина Шарапова, Елена Малышева | Первый канал |
| Дом, который построил Марк. Юбилейный вечер Марка Захарова | 13 октября 2013                                                                                 | | Первый канал |
| «Авторадио». 20 лет. Лучшее | 4 ноября 2013                                                                                   | Михаил Брагин, Татьяна Гордеева | Первый канал |
| Бит-квартет «Секрет»: 30 лет на бис! | 23 ноября 2013                                                                                  | | Первый канал |
| К юбилею Бориса Гребенщикова. «Огонь Вавилона» | 30 ноября 2013                                                                                  | | Первый канал |
| К 35-летию «АиФ». Праздничный концерт | 1 декабря 2013                                                                                  | Светлана Зейналова, Виктор Набутов | Первый канал |
| Андрей Макаревич. Изменчивый мир | 14 декабря 2013                                                                                 | | Первый канал |
| Юбилейный вечер Галины Волчек в театре «Современник» | 21 декабря 2013                                                                                 | | Первый канал |
| «Народная марка» в Кремле | 22 декабря 2013 — 9 января 2016                                                                 | Яна Чурикова, Марк Тишман, Александр Олешко, Елена Максимова | Первый канал |
| К 70-летию школы-студии МХАТ. Юбилейный вечер | 1 февраля 2014                                                                                  | Игорь Золотовицкий | Первый канал |
| С песней к Победе! Праздничный концерт в Кремле | 23 февраля 2014                                                                                 | | Первый канал |
| Песни для любимых | 8 марта 2014 — 8 марта 2015                                                                     | Александр Гордон, Екатерина Стриженова | Первый канал |
| Митинг-концерт «Мы вместе!» | 18 марта 2014 — 18 марта 2016                                                                   | Пётр Толстой, Елена Ямпольская, Дмитрий Харатьян, Ольга Тимофеева | Первый канал |
| Споёмте, друзья! Праздничный концерт к 9 мая | 8 мая 2014                                                                                      | Светлана Зейналова, Александр Олешко | Первый канал |
| Концерт Елены Ваенги «Военные песни» | 10 мая 2014                                                                                     | | Первый канал |
| Взрослые и дети. Большой праздничный концерт к Дню защиты детей | 1 июня 2014, 30 мая 2015, 4 июня 2017, 3 июня 2018, 6 июня 2021                                 | Светлана Зейналова и Александр Олешко (2014, 2015, 2017), Павел Прилучный и Агата Муцениеце (2018), Аглая Шиловская и Сергей Лазарев (2021) | Первый канал |
| Концерт Кубанского казачьего хора. От станицы до столицы | 12 июня 2014                                                                                    | | Первый канал |
| Концерт к 25-летию группы «Любэ» | 12 июня 2014                                                                                    | | Первый канал |
| Международный музыкальный фестиваль «Белые ночи Санкт-Петербурга» | 11—12 июля 2014                                                                                 | Андрей Малахов, Дмитрий Нагиев, Александр Маршал, Сати Казанова, Елена Север, ЮрКисс | Первый канал |
| Роза Хутор. Рождество | 7 января 2015 — 7 января 2017                                                                   | Валдис Пельш, Яна Чурикова, Светлана Зейналова, Александр Олешко | Первый канал |
| Стас Пьеха. Я тебе подарю | 10 января 2015                                                                                  | | ТВ Центр     |
| «Голос» в Сочи | 28 февраля 2015                                                                                 | Антон Беляев, Елена Максимова | Первый канал |
| Благотворительный марафон «Танцуй добро» | 9 марта 2015                                                                                    | Марк Тишман, Аврора | Россия-2     |
| Григорий Лепс и его друзья | 1 мая 2015                                                                                      | | Первый канал |
| Концерт Стаса Михайлова «Джокер» | 6 июня 2015                                                                                     | | Первый канал |
| Юбилейный концерт оркестра «Фонограф» | 12 июня 2015                                                                                    | Дмитрий Нагиев, Юрий Николаев | Первый канал |
| «Главная сцена» на Красной площади | 12 июня 2015                                                                                    | Максим Аверин, Анастасия Макеева | Москва 24    |
| От Руси до России | 12 июня 2015                                                                                    | | Россия-1     |
| День России в Крыму | 12 июня 2015                                                                                    | Максим Галкин, Пелагея, Вера Красова, Егор Бероев | Россия-1     |
| Комбат «Любэ». Концерт к юбилею Игоря Матвиенко | 13 июня 2015                                                                                    | | Первый канал |
| Большой праздничный концерт к Дню Воздушно-десантных войск | 2 августа 2015                                                                                  | Яна Чурикова, Михаил Пореченков | Первый канал |
| Концерт Пелагеи «Вишнёвый сад» | 4 ноября 2015                                                                                   | | Первый канал |
| «Триколор ТВ». 10 лет успеха | 5 декабря 2015                                                                                  | Валдис Пельш, Светлана Зейналова, Александр Олешко | Первый канал |
| Концерт Ирины Аллегровой в «Олимпийском» | 12 декабря 2015                                                                                 | | Первый канал |
| Праздничный концерт к Дню работника органов безопасности Российской Федерации                                                                                         | 19 декабря 2015, 24 декабря 2017, 21 декабря 2019                                               | Андрей Малахов и Екатерина Стриженова (2015), Дмитрий Борисов и Валерия Ланская (2017), Яна Чурикова и Валдис Пельш (2019) | Первый канал |
| Праздничный концерт ко Дню спасателя | 26 декабря 2015, 5 января и 29 декабря 2018, 27 декабря 2020                                    | Яна Чурикова; Кирилл Набутов (2015), Валдис Пельш (2018), Михаил Пореченков (2020) | Первый канал |
| Юбилейный вечер Валентина Гафта | 9 января 2016                                                                                   | Никита Ефремов, Чулпан Хаматова, Александр Олешко, Виктория Романенко | Первый канал |
| Юбилейный вечер Олега Табакова в МХТ имени А. П. Чехова | 16 января 2016                                                                                  | Иван Ургант, Игорь Золотовицкий | Первый канал |
| Юбилейный вечер Вячеслава Добрынина | 13 февраля 2016                                                                                 | Юрий Николаев, Татьяна Веденеева, Ангелина Вовк | Первый канал |
| Юбилейный концерт Олега Митяева | 22 февраля 2016                                                                                 | | Первый канал |
| Концерт, посвящённый 45-летию фильма «Офицеры» | 23 февраля 2016                                                                                 | Яна Чурикова, Александр Олешко | Первый канал |
| Юбилейный вечер Валерия и Константина Меладзе | 5 марта 2016                                                                                    | | Первый канал |
| Юбилейный вечер Раймонда Паулса | 8 марта 2016                                                                                    | | Первый канал |
| Праздничный концерт к Дню внутренних войск МВД России | 2 апреля 2016                                                                                   | Светлана Моргунова, Владимир Березин | Первый канал |
| Праздничный концерт к Дню космонавтики | 16 апреля 2016                                                                                  | Валдис Пельш, Светлана Зейналова | Первый канал |
| «Будем жить!». Праздничный концерт | 8 мая 2016, 9 мая 2017, 9 мая 2019                                                              | Александр Пашутин, Александр Носик | Первый канал |
| «Я хочу, чтобы это был сон…». Концерт Елены Ваенги | 22 мая 2016                                                                                     | | Первый канал |
| «Нас не догонят!». Праздничный концерт | 4 июня 2016                                                                                     | Александр Олешко, Валерия Ланская, Таисия Маслякова, Кирилл Пиджоян | Первый канал |
| «Брат 2». 15 лет спустя | 12 июня 2016                                                                                    | Олег Гаркуша, Ирина Салтыкова | Первый канал |
| Праздничный концерт к 80-летию Госавтоинспекции | 9 июля 2016                                                                                     | Валдис Пельш, Яна Чурикова | Первый канал |
| «Наши в городе». 35 лет Ленинградскому рок-клубу | 10 июля 2016                                                                                    | Олег Гаркуша, Татьяна Кузнецова, Алексей Петровский | Первый канал |
| Творческий вечер Игоря Матвиенко | 20 августа 2016                                                                                 | Юрий Николаев, Татьяна Веденеева | Первый канал |
| Большой праздничный концерт к Дню Государственного флага России | 27 августа 2016                                                                                 | Валдис Пельш, Светлана Зейналова | Первый канал |
| «Песня на двоих». Лев Лещенко и Вячеслав Добрынин | 28 августа 2016                                                                                 | | Первый канал |
| «Гудгора». Концерт Вячеслава Бутусова | 30 сентября 2016                                                                                | | Первый канал |
| «Маленький человек». Концерт Земфиры в «Олимпийском» | 14 октября 2016                                                                                 | | Первый канал |
| Группе «Чайф» — 30 лет. Юбилейный концерт в «Олимпийском» | 3 ноября 2016                                                                                   | | Первый канал |
| Юбилейный вечер Александра Зацепина | 10 ноября 2016                                                                                  | Максим Аверин, Анастасия Макеева | Первый канал |
| Праздничный вечер к 10-летию благотворительного фонда «Подари жизнь»                                                                                                  | 26 ноября 2016                                                                                  | Чулпан Хаматова, Андрей Малахов, Дина Корзун, Дмитрий Борисов | Первый канал |
| Роза Хутор. Рождество. Творческий вечер Константина Меладзе | 7 января 2017                                                                                   | | Первый канал |
| Большой праздничный концерт к Дню работника прокуратуры | 14 января 2017                                                                                  | Валдис Пельш, Яна Чурикова | Первый канал |
| Концерт Максима Галкина «25 лет на сцене» | 20 января 2017                                                                                  | | Первый канал |
| Концерт Кристины Орбакайте «Бессонница» | 21 января 2017                                                                                  | | Первый канал |
| Концерт Наташи Королёвой | 28 января 2017                                                                                  | | Первый канал |
| «Ленкому — 90!». Праздничный вечер | 4 февраля 2017                                                                                  | Александра Захарова, Виктор Раков | Первый канал |
| Юбилейный концерт Льва Лещенко в Государственном Кремлёвском дворце                                                                                                   | 5 февраля 2017                                                                                  | | Первый канал |
| «#первые50». Юбилейный концерт Сергея Жилина и оркестра «Фонограф» | 10 февраля 2017                                                                                 | Дмитрий Нагиев | Первый канал |
| Концерт Стаса Михайлова «Народный корпоратив» | 12 февраля 2017                                                                                 | | Первый канал |
| Концерт Зары | 18 февраля 2017                                                                                 | | Первый канал |
| Юбилей Николая Расторгуева | 24 февраля 2017                                                                                 | | Первый канал |
| О чём поют мужчины | 8 марта 2017, 2018, 10 марта 2019                                                               | Александр Ревва (2017—2019), Михаил Галустян и Александр Олешко (2017), Валдис Пельш (2018—2019), Дмитрий Хрусталёв (2018), Николай Фоменко (2019) | Первый канал |
| Фестиваль «Весна». Праздничный концерт | 18 марта 2017                                                                                   | Валдис Пельш, Светлана Зейналова | Первый канал |
| Концерт к Дню войск национальной гвардии РФ | 2 апреля 2017, 6 мая 2018, 30 марта 2019                                                        | Яна Чурикова и Дмитрий Дюжев (2017), Анастасия Макеева и Александр Маршал (2018—2019) | Первый канал |
| К 80-летию Дома актёра. Юбилейный вечер | 2 апреля 2017                                                                                   | Игорь Золотовицкий, Александр Жигалкин | Первый канал |
| 30 лет акробатическому рок-н-роллу | 8 апреля 2017                                                                                   | Тимур Родригез, Екатерина Варнава | Москва 24    |
| Концерт Надежды Бабкиной | 1 мая 2017                                                                                      | | Первый канал |
| «Голос». 5 лет. Большой праздничный концерт в Кремле | 12 июня 2017                                                                                    | Дмитрий Нагиев, Пелагея | Первый канал |
| Большой праздничный концерт, посвящённый 105-летию Воздушно-космических сил РФ                                                                                        | 20 августа 2017                                                                                 | Яна Чурикова, Леонид Якубович | Первый канал |
| Москве — 870 лет. День города | 9—10 сентября 2017                                                                              | | Первый канал |
| Юбилейный вечер Иосифа Кобзона в Государственном Кремлёвском дворце                                                                                                   | 24 сентября 2017                                                                                | | Первый канал |
| Праздничный концерт к Дню учителя | 8 октября 2017, 7 октября 2018, 6 октября 2019                                                  | Светлана Зейналова, Валдис Пельш (2017, 2019), Дмитрий Харатьян (2018) | Первый канал |
| Международный этнический фестиваль «Музыка наших сердец» | 4 ноября 2017, 2018                                                                             | Зара и Оскар Кучера | Россия-К     |
| «Эхо любви». Концерт к 85-летию Роберта Рождественского | 6 ноября 2017                                                                                   | Максим Аверин | Первый канал |
| Концерт к 25-летию Казначейства России | 10 декабря 2017                                                                                 | Анастасия Макеева, Дмитрий Дюжев | Первый канал |
| Главный новогодний концерт | 31 декабря 2017 — 1 января 2018, 31 декабря 2019                                                | Анастасия Макеева, Валдис Пельш; Дмитрий Хрусталёв и Яна Кошкина (2017—2018), Николай Фоменко и Марина Ким (2019) | Первый канал |
| Концерт Аниты Цой «10\|20» | 4 января 2018                                                                                   | | Первый канал |
| Праздничное шоу к юбилею Вячеслава Зайцева | 3 марта 2018                                                                                    | | Первый канал |
| Юбилейный концерт Тамары Гвердцители | 4 марта 2018                                                                                    | | Первый канал |
| Концерт Николая Расторгуева и группы «Любэ» | 17 марта 2018                                                                                   | | Первый канал |
| Юбилейный вечер Ильи Резника | 7 апреля 2018                                                                                   | | Первый канал |
| Лев Лещенко представляет: юбилейный концерт Олега Иванова | 30 апреля 2018                                                                                  | | Первый канал |
| Праздничный концерт ко Дню Победы | 9 мая 2018                                                                                      | | Первый канал |
| «Три аккорда». Концерт в Государственном Кремлёвском дворце | 30 сентября 2018                                                                                | Максим Аверин | Первый канал |
| 25 лет «Авторадио» | 6 октября 2018                                                                                  | Михаил Брагин, Татьяна Гордеева, Сергей Демидов и Виктор Абрамян | Первый канал |
| Юбилейный вечер Марка Захарова в театре «Ленком» | 13 октября 2018                                                                                 | Дмитрий Певцов, Александра Захарова и Максим Аверин | Первый канал |
| Вечер к 100-летию со дня рождения Александра Галича | 20 октября 2018                                                                                 | Владимир Познер | Первый канал |
| Праздничный концерт в Государственном Кремлёвском дворце, посвящённый 45-летию Академического ансамбля песни и пляски войск национальной гвардии Российской Федерации | 10 ноября 2018                                                                                  | Яна Чурикова | Первый канал |
| «Вокруг смеха» в Государственном Кремлёвском дворце | 2 и 9 декабря 2018                                                                              | Ефим Шифрин | Первый канал |
| Андрей Дементьев. Концерт-посвящение «Виражи времени» | 2 декабря 2018                                                                                  | Анна Шатилова, Владимир Березин, Ангелина Вовк, Марк Тишман, Яна Чурикова, Анастасия Макеева | Первый канал |
| Юбилейный вечер Юрия Николаева | 23 декабря 2018                                                                                 | Максим Галкин, Яна Чурикова, Сергей Лазарев, Валерия | Первый канал |
| Лев Лещенко. Концерт в день рождения | 1 февраля 2019                                                                                  | Анастасия Макеева | Первый канал |
| «Будьте счастливы всегда!». Большие праздничные концерты в Государственном Кремлёвском дворце                                                                         | 8 марта 2019, 2020 и 2022                                                                       | Яна Чурикова, Валдис Пельш; Екатерина Стриженова (2019) | Первый канал |
| «Подарок для Аллы». Большой концерт к юбилею Аллы Пугачёвой | 14 апреля 2019                                                                                  | Максим Галкин | Первый канал |
| Концерт, посвящённый 100-летию Финансового университета | 20 апреля 2019                                                                                  | Анастасия Макеева, Максим Аверин | Первый канал |
| «Я вижу свет». Концерт Александра Розенбаума | 1 мая 2019                                                                                      | | Первый канал |
| «Шаинский навсегда!» Концерт в Государственном Кремлёвском дворце | 2 мая 2019                                                                                      | Лев Лещенко, Лариса Вербицкая | Первый канал |
| «Голос». Большой праздничный концерт в Кремле | 3 мая 2019                                                                                      | Дмитрий Нагиев | Первый канал |
| Аль Бано и Ромина Пауэр: Felicità на бис! | 12 мая 2019                                                                                     | | Первый канал |
| «Всё для тебя». Юбилейный концерт Стаса Михайлова | 26 мая 2019                                                                                     | | Первый канал |
| «Александр Маршал и его друзья». Большой праздничный концерт | 12 июня 2019                                                                                    | | Первый канал |
| Творческий вечер Любови Успенской | 24 августа 2019                                                                                 | | Первый канал |
| Вечер-посвящение Иосифу Кобзону | 14 сентября 2019                                                                                | Михаил Швыдкой | Первый канал |
| Концерт Наташи Королёвой «Ягодка» | 20 октября 2019                                                                                 | | Первый канал |
| Большое гала-представление к 100-летию советского цирка | 4 ноября 2019                                                                                   | Максим Галкин | Первый канал |
| «Три аккорда». Большой праздничный концерт | 15 декабря 2019                                                                                 | Максим Аверин | Первый канал |
| Все на юбилее Леонида Агутина | 31 января и 7 февраля 2020                                                                      | | Первый канал |
| «Внезапно 50». Концерт Дмитрия Маликова | 2 февраля 2020                                                                                  | | Первый канал |
| Вечер памяти Николая Караченцова в «Ленкоме» | 23 февраля 2020                                                                                 | Анастасия Макеева и Дмитрий Певцов | Первый канал |
| Большой новый концерт Максима Галкина | 5 и 12 апреля 2020                                                                              | | Первый канал |
| «Голос». Большой концерт | 26 апреля 2020                                                                                  | Дмитрий Нагиев | Первый канал |
| Большой праздничный концерт «10 лет Крокусу» | 3 мая 2020                                                                                      | Яна Чурикова и Дмитрий Нагиев | Первый канал |
| Юбилейный концерт Игоря Матвиенко | 10 мая 2020                                                                                     | | Первый канал |
| Любовь Успенская. Юбилейный концерт | 17 мая 2020                                                                                     | | Первый канал |
| «Дороги любви». Юбилейный концерт Дмитрия Харатьяна | 24 мая 2020                                                                                     | | Первый канал |
| Фестиваль искусств «Черешневый лес». Юбилейный концерт | 31 мая 2020                                                                                     | Рената Литвинова и Михаил Швыдкой | Первый канал |
| Юбилей группы «Цветы» в Кремле | 1 августа 2020                                                                                  | | Первый канал |
| Юбилейный концерт Надежды Бабкиной | 4 октября 2020                                                                                  | | Первый канал |
| Юбилей ансамбля «Ариэль» в Кремле | 8 ноября 2020                                                                                   | | Первый канал |
| Юбилейное шоу Аниты Цой «50кеан» | 6 февраля 2021                                                                                  | | НТВ          |
| Концерт, посвящённый 50-летию фильма «Офицеры» | 23 февраля 2021                                                                                 | | Первый канал |
| Юбилейный концерт Анжелики Варум | 6 марта 2021                                                                                    | | Первый канал |
| Концерт группы «Рондо» | 7 марта 2021                                                                                    | | Первый канал |
| Праздничный концерт «Объяснение в любви» | 8 марта 2021                                                                                    | | Первый канал |
| «Этот мир придуман не нами». Юбилейный концерт Александра Зацепина | 12 июня 2021                                                                                    | | Первый канал |
| Группа «Кино»-2021 | 25 июня 2021                                                                                    | | Первый канал |
| Концерт ко Дню работника таможенной службы Российской Федерации | 30 октября 2021                                                                                 | Яна Чурикова и Александр Маршал | Первый канал |
| Век любви. Концерт к 100-летию Арно Бабаджаняна в Кремле | 4 ноября 2021                                                                                   | Анастасия Макеева и Алексей Воробьёв | Первый канал |
| «Огонь Вавилона». Концерт Бориса Гребенщикова и группы «Аквариум» | 27 ноября 2021                                                                                  | | Первый канал |
| Концерт Патрисии Каас. «На 10 лет моложе» | 4 декабря 2021                                                                                  | | Первый канал |
| Вертинский. Песни | 9 декабря 2021                                                                                  | Игорь Верник | Первый канал |
| Концерт к 300-летию прокуратуры России | 12 января 2022                                                                                  | | Первый канал |
| Концерт к 60-летию Кремлёвского дворца | 23 января 2022                                                                                  | | Первый канал |
| Юбилейный концерт Вячеслава Бутусова | 22 февраля 2022                                                                                 | | Первый канал |
| Концерт Ансамбля имени Александрова в Большом театре | 23 февраля 2022                                                                                 | | Первый канал |
| Юбилейный концерт Олега Газманова «7:0 в мою пользу!» | 7 марта 2022                                                                                    | | Первый канал |
| «Уроки истории». Праздничный концерт, посвящённый 77-й годовщине Победы в Великой Отечественной войне                                                                 | 9 мая 2022                                                                                      | | Первый канал |
| Большой юбилейный концерт Григория Лепса | 29 июля 2022                                                                                    | | Первый канал |

## Спортивные трансляции
| Название трансляции                                                                              | Дата выпуска        | Канал         |
| ------------------------------------------------------------------------------------------------ | ------------------- | ------------- |
| Санный спорт: Кубок мира на трассе Парамоново                                                    | 12—13 февраля 2011  | Eurosport     |
| Бокс. Бой за звание чемпиона мира в тяжёлом весе. Александр Поветкин — Владимир Кличко           | 5 октября 2013      | Первый канал  |
| 1/2 финала Западной конференции серии плей-офф КХЛ Кубка Гагарина 2015. Матч № 1: ЦСКА — Йокерит | 12 марта 2015       | КХЛ-ТВ        |
| 1/2 финала Западной конференции серии плей-офф КХЛ Кубка Гагарина 2015. Матч № 2: ЦСКА — Йокерит | 13 марта 2015       | КХЛ-ТВ        |
| Финал Западной конференции серии плей-офф КХЛ Кубка Гагарина 2015. ЦСКА — СКА                    | 3 апреля 2015       | Россия-2      |
| Финал серии плей-офф КХЛ Кубка Гагарина 2015. Матчи № 1—5: СКА — Ак Барс                         | 11 — 19 апреля 2015 | КХЛ-ТВ        |
| Кубок Первого канала по хоккею 2015. Сборная России — сборная Швеции                             | 17 декабря 2015     | Первый канал  |
| Кубок Первого канала по хоккею 2015. Сборная России — сборная Финляндии                          | 19 декабря 2015     | Первый канал  |
| Кубок Первого канала по хоккею 2015. Сборная России — сборная Чехии                              | 20 декабря 2015     | Первый канал  |
| Кубок Первого канала по хоккею 2015. Сборная Швеции — сборная Чехии                              | 20 декабря 2015     | Первый канал  |
| Кубок Первого канала по хоккею 2016. Сборная России — сборная Швеции                             | 15 декабря 2016     | Первый канал  |
| Кубок Первого канала по хоккею 2016. Сборная России — сборная Чехии                              | 16 декабря 2016     | Матч ТВ       |
| Кубок Первого канала по хоккею 2016. Сборная Швеции — сборная Финляндии                          | 17 декабря 2016     | Матч ТВ       |
| Кубок Первого канала по хоккею 2016. Сборная Швеции — сборная Чехии                              | 18 декабря 2016     | Матч ТВ       |
| Кубок Первого канала по хоккею 2016. Сборная России — сборная Финляндии                          | 18 декабря 2016     | Матч ТВ       |
| Суперкубок России по футболу 2017. «Спартак» — «Локомотив»                                       | 14 июля 2017        | Первый канал  |
| Футбол. Сборная России — сборная Аргентины. Товарищеский матч                                    | 11 ноября 2017      | Первый канал  |
| Футбол. Сборная России — сборная Испании. Товарищеский матч                                      | 14 ноября 2017      | Первый канал  |
| Кубок Первого канала по хоккею 2017. Сборная России — сборная Канады                             | 16 декабря 2017     | Первый канал  |
| Первый чемпионат Лиги боевого самбо. Трансляция из Сочи                                          | 24—27 февраля 2020  | Матч! Планета |

## Сериалы
| Название сериала              | Дата выпуска                                                                     | Канал / онлайн-сервис | Жанр                     |
| ----------------------------- | -------------------------------------------------------------------------------- | --------------------- | ------------------------ |
| Школа                         | 11 января — 27 мая 2010                                                          | Первый канал          | драма                    |
| Попытка Веры                  | 1—5 марта 2010                                                                   | Первый канал          | мелодрама                |
| Танго с ангелом               | 26 июля — 12 августа 2010                                                        | Первый канал          | детектив                 |
| Побег                         | 20 сентября 2010 — 7 июня 2012                                                   | Первый канал          | боевик                   |
| Гаражи                        | 21 сентября 2010 — 2 января 2011                                                 | Первый канал          | комедия                  |
| Голоса                        | 22 сентября — 23 декабря 2010                                                    | Первый канал          | детектив                 |
| Группа счастья                | 30 мая — 9 июня 2011                                                             | Первый канал          | детектив                 |
| Судьба на выбор               | 31 октября 2011 — 23 августа 2012                                                | Первый канал          | драма                    |
| Краткий курс счастливой жизни | 12 марта — 5 апреля 2012                                                         | Первый канал          | драма                    |
| Мосгаз                        | 8—11 октября 2012                                                                | Интер                 | детектив                 |
| Развод                        | 17—25 октября 2012                                                               | Первый канал          | мелодрама                |
| Торговый центр                | 11 марта — 29 мая 2013                                                           | Первый канал          | мелодрама                |
| Ясмин                         | 2 сентября 2013 — 25 августа 2014                                                | Первый канал          | мелодрама                |
| Кураж                         | 14—22 апреля 2014                                                                | Первый канал          | музыкальная мелодрама    |
| 1001                          | 2 мая 2014                                                                       | Первый канал          | фантастическая мелодрама |
| Куприн                        | 2—10 июня 2014                                                                   | Первый канал          | драма                    |
| Хорошие руки                  | 8—16 сентября 2014                                                               | Первый канал          | криминальная мелодрама   |
| Палач                         | 11—15 января 2015                                                                | Первый канал          | детектив                 |
| Выстрел                       | 9—10 февраля 2015 (1-4 серии, Первый канал); 10—17 декабря 2017 (1-12 серии, Че) | Первый канал, Че      | спортивная драма         |
| Взрослые дочери               | 25 мая — 2 июня 2015                                                             | Первый канал          | мелодрама                |
| Паук                          | 19—22 октября 2015                                                               | Первый канал          | детектив                 |
| Шакал                         | 17—20 октября 2016                                                               | Первый канал          | детектив                 |
| Таинственная страсть          | 31 октября — 9 ноября 2016                                                       | Первый канал          | драма                    |
| Выйти замуж за Пушкина        | 19—22 декабря 2016                                                               | Первый канал          | мелодрама                |
| Салам Масква                  | 21 марта — 20 апреля 2017                                                        | Первый канал          | драма                    |
| Операция «Сатана»             | 1—11 октября 2018                                                                | Первый канал          | детектив                 |
| Дипломат                      | 2—12 сентября 2019                                                               | Первый канал          | комедия                  |
| Формула мести                 | 21—24 октября 2019                                                               | Первый канал          | детектив                 |
| Рок-н-ролл                    | 7 января 2020                                                                    | ТНТ                   | мелодрама                |
| Катран                        | 12—22 октября 2020                                                               | Первый канал          | детектив                 |
| Западня                       | 15—25 ноября 2021                                                                | Первый канал          | детектив                 |
| Пять копеек                   | 1—22 августа 2024                                                                | Premier               | приключенческая комедия  |
| Фарма                         | 19 сентября — 31 октября 2024                                                    | Premier               | криминальная комедия     |
| Персональный ассистент        | 2—12 декабря 2024                                                                | Первый канал          | мелодрама                |
| Пожить как люди               | 14—24 апреля 2025                                                                | ТНТ                   | комедия                  |

## Документальные фильмы
| Название фильма                                                        | Дата выпуска                                     | Ведущий / закадровый голос                                                  | Канал        | Жанр |
| ---------------------------------------------------------------------- | ------------------------------------------------ | --------------------------------------------------------------------------- | ------------ | --- |
| Лошадь распятая и воскресшая                                           | 2—3 июня 2008                                    | Александр Невзоров                                                          | Первый канал | Фильм о конном спорте |
| Пётр и Феврония. История вечной любви                                  | 6 июля 2008                                      | Михаил Георгиу                                                              | Первый канал | Биография |
| Валентин Юдашкин. Эскизы к портрету художника                          | 18 октября 2008                                  |                                                                             | Первый канал | Биография |
| К юбилею Галины Волчек. Современница                                   | 18 декабря 2008                                  | Леонид Парфёнов                                                             | Первый канал | Биография |
| Клан                                                                   | 2 февраля 2009                                   |                                                                             | Первый канал | Фильм-реконструкция о тех, кто управляет современным миром                                                               |
| Птица-Гоголь                                                           | 30—31 марта 2009                                 | Леонид Парфёнов                                                             | Первый канал | Биография |
| Мода времён Леонида Брежнева                                           | 11 января 2010                                   |                                                                             | Первый канал | О моде во времена Леонида Брежнева                                                                                       |
| Игорь Матвиенко. Маэстро в джинсах                                     | 6 февраля 2010                                   |                                                                             | Первый канал | Биография |
| Владислав Листьев. Мы помним                                           | 1 марта 2010                                     | Алексей Неклюдов                                                            | Первый канал | Биография |
| L.E.P. Манежное лошадиное чтение                                       | 9 апреля 2010                                    | Александр Невзоров                                                          | Первый канал | Второй фильм Александра Невзорова о конном спорте                                                                        |
| Татьяна Навка. Лёд и пламя                                             | 17 апреля 2010                                   | Владимир Герасимов                                                          | Первый канал | Биография |
| Зворыкин-Муромец                                                       | 20—21 апреля 2010                                | Леонид Парфёнов                                                             | Первый канал | Биография |
| Жак-Ив Кусто. Гражданин океана                                         | 13 июня 2010                                     |                                                                             | Первый канал | Биография |
| Подари мне жизнь                                                       | 18 июля 2010, 31 июля 2011                       | Елена Соловьёва                                                             | Первый канал | О рождении детей и абортах                                                                                               |
| Горящее лето 2010                                                      | 22 августа 2010                                  | Алексей Неклюдов                                                            | Первый канал | О погодной ситуации летом 2010 года, и какие выводы нужно оттуда извлечь                                                 |
| Продукты «вечной» свежести                                             | 23 августа 2010                                  | Антон Привольнов                                                            | Первый канал | О том, можно ли употреблять в пищу продукты, которые мы сегодня покупаем в наших магазинах                               |
| Горящее лето 2010. Прогноз на будущее                                  | 20 сентября 2010                                 |                                                                             | Первый канал | Итоги горящего лета 2010 года и прогноз на будущее                                                                       |
| Жёсткая посадка                                                        | 16 ноября 2010                                   | Всеволод Кузнецов                                                           | Первый канал | Аварийная посадка самолёта в Якутии                                                                                      |
| Борис Краснов. Без прикрас                                             | 25 января 2011                                   | -                                                                           | Первый канал | Биография |
| Талисмания. Сочи-2014. Начало                                          | 7 февраля 2011                                   | Иван Ургант, Алексей Неклюдов (закадровый голос)                            | Первый канал | Короткое представление 13 возможных талисманов грядущих Олимпийских игр в Сочи                                           |
| Пётр Мамонов. Чёрным по белому                                         | 13 апреля 2011                                   |                                                                             | Первый канал | Биография |
| Юрий Вяземский. Вопрос на засыпку                                      | 4 июня 2011                                      | -                                                                           | Первый канал | Биография |
| В сетях одиночества                                                    | 18 июля 2011                                     | Игорь Китаев, Татьяна Семкив                                                | Первый канал | Фильм об интернет-зависимости                                                                                            |
| Юлиан Семёнов. Он слишком много знал                                   | 8 октября 2011                                   |                                                                             | Первый канал | Биография |
| Александр Масляков. 70 — не шутка, 50 — шутя                           | 24 ноября 2011                                   | Дмитрий Полонский                                                           | Первый канал | Биография |
| Республика Казахстан. Куда приводят мечты                              | 16 декабря 2011                                  | Сергей Медведев                                                             | Первый канал | О Казахстане |
| Ирина Аллегрова. Женщина с прошлым                                     | 21 января 2012                                   | -                                                                           | Первый канал | Биография |
| Тамара Гвердцители. Я трижды начинала жизнь с нуля                     | 21 января 2012                                   | Дмитрий Полонский                                                           | Первый канал | Биография |
| Доктор Вирус                                                           | 30 января 2012                                   | -                                                                           | Первый канал | Фильм о вирусах |
| Николай Расторгуев. «Давай за жизнь!»                                  | 25 февраля 2012                                  |                                                                             | Первый канал | Биография |
| Филипп Киркоров. Я себе придумал эту жизнь                             | 30 апреля 2012                                   | Михаил Сушков                                                               | Первый канал | Биография |
| Вся жизнь в перчатках                                                  | 10 июня 2012                                     | Вячеслав Малафеев                                                           | Первый канал | Фильм о футболе |
| Цой-кино                                                               | 21 июня 2012                                     | Наталья Разлогова                                                           | Первый канал | Фильм о Викторе Цое и о группе «Кино»                                                                                    |
| Лабиринты Григория Лепса                                               | 14 июля 2012                                     | Алексей Неклюдов                                                            | Первый канал | Биография |
| Сердцу не прикажешь                                                    | 2 августа 2012                                   | Елена Соловьёва                                                             | Первый канал | Фильм о курсантах |
| Жизнь как подвиг                                                       | 12 августа 2012                                  | Леонид Якубович                                                             | Первый канал | Фильм о лётчиках |
| Сергей Бодров. Где ты, брат?                                           | 22 сентября 2012                                 | Елена Соловьёва                                                             | Первый канал | Фильм о трагедии съёмочной группы Сергея Бодрова и его биография                                                         |
| Ангелина Вовк. Женщина, которая ведёт                                  | 6 октября 2012                                   | -                                                                           | Первый канал | Биография |
| Фабрика звёзд. 10 лет спустя                                           | 20 октября 2012                                  | Дмитрий Шепелев                                                             | Первый канал | Фильм об истории проекта «Фабрика звёзд»                                                                                 |
| Игорь Угольников. Шутить изволите?                                     | 15 декабря 2012                                  | -                                                                           | Первый канал | Биография |
| Голос. На самой высокой ноте                                           | 30 декабря 2012, 28 декабря 2014 — 2 января 2019 | Дмитрий Нагиев                                                              | Первый канал | Фильмы-итоги о сезонах проекта «Голос» и о его участниках                                                                |
| Леонид Гайдай. Великий пересмешник                                     | 2 февраля 2013                                   | Владимир Антоник                                                            | Первый канал | Биография |
| Игорь Кваша. Личная боль                                               | 3 февраля 2013                                   | Михаил Ефремов                                                              | Первый канал | Биография |
| Вячеслав Зайцев. Всегда в моде                                         | 3 марта 2013                                     | Игорь Тарадайкин                                                            | Первый канал | Биография |
| Вячеслав Фетисов. Всё по-честному                                      | 20 апреля 2013                                   |                                                                             | Первый канал | Биография |
| Алсу. Я не принцесса                                                   | 29 июня 2013                                     | Валентина Пиманова                                                          | Первый канал | Биография |
| Леонид Агутин. Капля сожаления                                         | 21 июля 2013                                     | Игорь Тарадайкин                                                            | Первый канал | Биография |
| Александр Невзоров. «600 секунд» и вся жизнь                           | 3 августа 2013                                   | Андрей Курпатов                                                             | Первый канал | Биография |
| Юлий Гусман. Человек-оркестр                                           | 10 августа 2013                                  | Дмитрий Полонский                                                           | Первый канал | Биография |
| Правда о «Последнем герое»                                             | 10 августа 2013                                  | Алексей Неклюдов                                                            | Первый канал | Фильм о съёмках реалити-шоу «Последний герой»                                                                            |
| «Голос». За кадром                                                     | 14 сентября — 28 декабря 2013                    | Дмитрий Нагиев                                                              | Первый канал | Цикл фильмов о съёмках второго сезона шоу «Голос»                                                                        |
| Валентин Юдашкин. Шик по-русски                                        | 19 октября 2013                                  | Алексей Неклюдов                                                            | Первый канал | Биография, к юбилею модельера                                                                                            |
| Сергей Безруков. Успех не прощают                                      | 20 октября 2013                                  | Дмитрий Дюжев                                                               | Первый канал | Биография |
| Михаил Танич. Последнее море                                           | 2 ноября 2013                                    | Сергей Браверман                                                            | Первый канал | Фильм памяти Михаила Танича                                                                                              |
| Алексей Баталов. Я не торгуюсь с судьбой                               | 20 ноября 2013                                   | Алексей Неклюдов                                                            | Первый канал | Биография |
| Андрей Макаревич. Машина его времени                                   | 14 декабря 2013                                  | Алексей Неклюдов                                                            | Первый канал | Биография |
| Юрий Николаев. Не могу без ТВ                                          | 28 декабря 2013                                  | Ангелина Вовк                                                               | Первый канал | Биография |
| Леонид Ярмольник. Я — счастливчик!                                     | 25 января 2014                                   | Алексей Неклюдов                                                            | Первый канал | Биография |
| Олимпийские вершины                                                    | 16—22 февраля 2014                               | Татьяна Навка                                                               | Первый канал | Цикл фильмов о трёх зимних олимпийских видах спорта                                                                      |
| Любовь Успенская. Я знаю тайну одиночества                             | 22 февраля 2014                                  | -                                                                           | Первый канал | Биография |
| Татьяна Буланова. Ясный мой свет                                       | 15 марта 2014                                    | Владимир Антоник                                                            | Первый канал | Биография |
| Алла Пугачёва — моя бабушка                                            | 19 апреля 2014                                   | -                                                                           | Первый канал | Биография |
| И это всё о ней…                                                       | 19 апреля 2014                                   | -                                                                           | Первый канал | Биография |
| Голос. Дети. На самой высокой ноте                                     | 26 апреля 2014 — 21 апреля 2018                  | Дмитрий Нагиев                                                              | Первый канал | Фильмы-итоги о сезонах проекта «Голос. Дети»                                                                             |
| Татьяна Самойлова. Моих слёз никто не видел                            | 4 мая 2014                                       | Алексей Неклюдов                                                            | Первый канал | Биография |
| Война и мифы                                                           | 5—8 мая 2014                                     | Михаил Пореченков                                                           | Первый канал | Разоблачение современных мифов о Великой Отечественной войне по книге Владимира Мединского «Война. Мифы СССР 1939—1945». |
| Людмила Зыкина. Здесь мой причал…                                      | 12 июня 2014                                     | Алексей Неклюдов                                                            | Первый канал | Биография |
| Вся жизнь в перчатках. Продолжение следует                             | 28 июня 2014                                     | Вячеслав Малафеев                                                           | Первый канал | Продолжение фильма о футболе                                                                                             |
| Александр Ширвиндт. Главная роль                                       | 19 июля 2014                                     |                                                                             | Первый канал | Биография |
| Профессия — следователь                                                | 26 июля 2014                                     |                                                                             | Первый канал | Фильм о работе сотрудников правоохранительных органов                                                                    |
| Владимир Спиваков. Жизнь на кончиках пальцев                           | 13 сентября 2014                                 | Сергей Чонишвили                                                            | Первый канал | Биография |
| Ирина Роднина. Женщина с характером                                    | 14 сентября 2014                                 | Оксана Пушкина                                                              | Первый канал | Биография |
| Владимир Меньшов. С ним же по улице нельзя пройти…                     | 20 сентября 2014                                 | Алексей Баталов                                                             | Первый канал | Биография |
| Николай Караченцов. Я люблю — и, значит, я живу!                       | 26 октября 2014                                  | -                                                                           | Первый канал | Биография |
| Александра Пахмутова. Светит незнакомая звезда                         | 9 ноября 2014                                    | Пелагея                                                                     | Первый канал | Биография |
| Сергей Нарышкин. Патриотизм — это любовь!                              | 30 ноября 2014                                   |                                                                             | Россия-24    | Биография |
| Знарок и его команда                                                   | 26 декабря 2014                                  |                                                                             | Россия-2     | Фильм о победе российской сборной в Минске на Чемпионате мира по хоккею                                                  |
| Валентина Талызина. Время не лечит                                     | 24 января 2015                                   | Юлия Меньшова                                                               | Первый канал | Биография |
| Лидия Смирнова. Любовь и прочие неприятности                           | 14 февраля 2015                                  | Владимир Антоник                                                            | Первый канал | Биография |
| Влад Листьев. Взгляд через 20 лет                                      | 1 марта 2015                                     | Алексей Неклюдов                                                            | Первый канал | Биография |
| Сергей Юрский. «Я пришёл в кино как клоун»                             | 15 марта 2015                                    | Дмитрий Харатьян                                                            | Первый канал | Биография |
| Не люблю фанфары. К юбилею Юрия Соломина                               | 20 июня 2015                                     | Егор Бероев                                                                 | Первый канал | Биография |
| Владимир Мигуля. Мелодия судьбы                                        | 22 августа 2015                                  | Юрий Николаев                                                               | Первый канал | Биография |
| Валентин Гафт. Чужую жизнь играю, как свою                             | 5 сентября 2015                                  | Юлия Меньшова                                                               | Первый канал | Биография |
| Круговорот Башмета                                                     | 18 сентября 2015                                 | -                                                                           | Первый канал | Биография |
| Армен Джигарханян. Там, где мне хорошо                                 | 3 октября 2015                                   | Дмитрий Харатьян                                                            | Первый канал | Биография |
| Олег Меньшиков. Время, когда ты можешь всё!                            | 8 ноября 2015                                    | -                                                                           | Первый канал | Биография |
| Анатолий Кузнецов. Сухов навсегда                                      | 30 января 2016                                   | Александр Груздев                                                           | Первый канал | Биография |
| Акробатический рок-н-ролл                                              | 15 февраля 2016                                  | Юрий Деркач                                                                 | ТВ Центр     | Цикл из двух фильмов об истории акробатического рок-н-ролла в России                                                     |
| Мне нравится… Алла Пугачёва                                            | 17 апреля 2016                                   | -                                                                           | Первый канал | Фильм-концерт |
| Влад Листьев. Жизнь быстрее пули                                       | 10 мая 2016                                      | Никита Высоцкий (первая версия), Сергей Ломакин (вторая версия)             | Первый канал | Биография |
| Вся жизнь в перчатках 3                                                | 2 июля 2016                                      | Василий Уткин                                                               | Первый канал | Третья часть фильма о футболе                                                                                            |
| Мирей Матьё. В ожидании любви                                          | 23 июля 2016                                     | Валентина Талызина                                                          | Первый канал | Биография |
| Фидель Кастро. Куба — любовь моя!                                      | 13 августа 2016                                  | Пётр Иващенко; Пётр Тобилевич и Любовь Германова (перевод иностранной речи) | Первый канал | Биография |
| Семь морей Ильи Лагутенко                                              | 25 ноября 2016                                   | Константин Михайлов                                                         | Первый канал | Биография |
| «Лучше всех!». Рецепты воспитания                                      | 3 декабря 2016 — 20 января 2018                  | Максим Галкин                                                               | Первый канал | О жизни звёзд шоу «Лучше всех!»                                                                                          |
| Царство женщин                                                         | 15 и 22 января 2017                              | Эдвард Радзинский                                                           | Первый канал | Цикл из четырёх фильмов о российских императрицах                                                                        |
| Наина Ельцина. Объяснение любви                                        | 13 марта 2017                                    | -                                                                           | Первый канал | Биография |
| Нагиев — это моя работа                                                | 8 апреля 2017                                    | Алексей Неклюдов                                                            | Первый канал | Биография |
| Филипп Киркоров. Король и шут                                          | 30 апреля 2017                                   |                                                                             | Первый канал | Биография |
| Фёдор Бондарчук. Счастлив. Здесь и сейчас                              | 13 мая 2017                                      | Сергей Гармаш                                                               | Первый канал | Биография |
| Алёна Бабенко. Мотылёк со стальными крыльями                           | 8 июля 2017                                      | Пётр Иващенко                                                               | Первый канал | Биография |
| Григорий Лепс. По наклонной вверх                                      | 15 июля 2017                                     | Александр Розенбаум                                                         | Первый канал | Биография |
| К юбилею Ирины Скобцевой. «Мы уже никогда не расстанемся…»             | 26 августа 2017                                  |                                                                             | Первый канал | Биография |
| Открывая Восток. Королевство Саудовская Аравия: на пересечении культур | 5 октября 2017, 27 января 2018                   | Наталья Попова                                                              | Россия-24    | Репортаж |
| Ингеборга Дапкунайте. «Всё, что пишут обо мне, — неправда»             | 19 января 2018                                   | -                                                                           | Первый канал | Биография, обсуждение |
| «Дар сердечный». К 85-летию со дня рождения Игоря Кваши                | 4 февраля 2018                                   | Мария Шукшина                                                               | Первый канал | Биография |
| Финал конкурса «Лидеры России»                                         | 18 февраля 2018                                  | -                                                                           | Первый канал | Фильм о всероссийском конкурсе управленцев                                                                               |
| Вячеслав Зайцев. Слава и одиночество                                   | 3 марта 2018                                     | Юлия Меньшова                                                               | Первый канал | Биография |
| Раиса Рязанова. День и вся жизнь                                       | 10 марта 2018                                    | Владимир Антоник                                                            | Первый канал | Биография |
| Витязь. Без права на ошибку                                            | 31 марта 2018                                    | Сергей Савицкий                                                             | Первый канал | Фильм о работе отряда специального назначения                                                                            |
| Валерия. Не бойся быть счастливой                                      | 22 апреля 2018                                   | -                                                                           | Первый канал | Биография |
| Сергей Шнуров. Экспонат                                                | 11 мая 2018                                      | -                                                                           | Первый канал | Биография |
| Леонид Агутин. Океан любви                                             | 21 июля 2018                                     | Валерий Сюткин                                                              | Первый канал | Биография |
| Какие наши годы!                                                       | 4 августа 2018                                   |                                                                             | Первый канал | Фильм о пенсионерах, молодых душой, из программы «Старше всех!»                                                          |
| Пластиковый мир                                                        | 30 августа 2018                                  | Сергей Чонишвили                                                            | Первый канал | Фильм о вреде и пользе пластика                                                                                          |
| Памяти Иосифа Кобзона                                                  | 2 сентября 2018                                  |                                                                             | Первый канал | Биография |
| Елена Проклова. До слёз бывает одиноко…                                | 8 сентября 2018                                  | Юлия Меньшова                                                               | Первый канал | Биография |
| Голос. 60+. На самой высокой ноте                                      | 6 октября 2018, 5 октября 2019                   | Дмитрий Нагиев                                                              | Первый канал | Фильмы-итоги о сезонах проекта «Голос. 60+» и о его участниках                                                           |
| Инна Чурикова. Я танцую с серьёзными намерениями                       | 7 октября 2018                                   | Александра Волкова                                                          | Первый канал | Биография |
| Объяснение в любви. Юбилей Марка Захарова                              | 13 октября 2018                                  | Дмитрий Полонский                                                           | Первый канал | Биография |
| Памяти Николая Караченцова                                             | 27 октября 2018                                  |                                                                             | Первый канал | Биография |
| Александр Васильев. Всегда в моде                                      | 8 декабря 2018                                   |                                                                             | Первый канал | Биография |
| К юбилею Галины Волчек. «Они знают, что я их люблю»                    | 22 декабря 2018                                  | Сергей Гармаш                                                               | Первый канал | Биография |
| К юбилею Василия Ланового                                              | 19 января 2019                                   | Андрей Ярославцев                                                           | Первый канал | Дайджест интервью и выступлений актёра                                                                                   |
| Зима на Танторе                                                        | 16 февраля 2019                                  | Наталья Попова                                                              | Россия-24    | Репортаж |
| Татьяна Буланова. Не плачь!                                            | 30 марта 2019                                    |                                                                             | Первый канал | Биография |
| К юбилею Владимира Познера. «Времена не выбирают»                      | 6 апреля 2019                                    |                                                                             | Первый канал | Биография |
| Максим Галкин. «Моя жена — Алла Пугачёва»                              | 13 апреля 2019                                   |                                                                             | Первый канал | Биография |
| Татьяна Самойлова. Её слёз никто не видел                              | 4 мая 2019                                       |                                                                             | Первый канал | Биография |
| Людмила Зыкина. Опустела без тебя земля…                               | 8 июня 2019                                      |                                                                             | Первый канал | Биография |
| Стас Михайлов. Все слёзы женщин                                        | 29 июня 2019                                     |                                                                             | Первый канал | Биография |
| К юбилею Александра Панкратова-Чёрного                                 | 29 июня 2019                                     |                                                                             | Первый канал | Дайджест интервью и выступлений актёра                                                                                   |
| Александр Абдулов. Жизнь на большой скорости                           | 13 июля 2019                                     |                                                                             | Первый канал | Дайджест интервью и выступлений актёра                                                                                   |
| К юбилею Александра Ширвиндта                                          | 20 июля 2019                                     |                                                                             | Первый канал | Дайджест интервью и выступлений актёра                                                                                   |
| Архитектор времени                                                     | 2 августа 2019                                   | Сергей Кузнецов                                                             | Первый канал | Биография |
| Юлия Меньшова. «Я сама»                                                | 3 августа 2019                                   |                                                                             | Первый канал | Биография |
| Лев Лещенко. Ни минуты покоя                                           | 3 августа 2019                                   |                                                                             | Первый канал | Дайджест интервью и выступлений певца                                                                                    |
| Михаил Боярский. Один на всех                                          | 10 августа 2019                                  |                                                                             | Первый канал | Дайджест интервью и выступлений актёра                                                                                   |
| Людмила Гурченко. Карнавальная жизнь                                   | 17 августа 2019                                  |                                                                             | Первый канал | Дайджест интервью и выступлений актрисы                                                                                  |
| Несколько смешных парней                                               | 7 сентября 2019                                  |                                                                             | Первый канал | Дайджест интервью и выступлений комедийных актёров и шоуменов                                                            |
| Иосиф Кобзон. «Песня моя — судьба моя»                                 | 14 сентября 2019                                 |                                                                             | Первый канал | Дайджест интервью и выступлений певца                                                                                    |
| Владимир Меньшов. «Кто сказал: „У меня нет недостатков“?»              | 21 сентября 2019                                 |                                                                             | Первый канал | Биография |
| Геннадий Хазанов. Без антракта                                         | 29 сентября 2019                                 |                                                                             | Первый канал | Дайджест интервью и выступлений юмориста                                                                                 |
| Николай Караченцов. Любви не названа цена                              | 26 октября 2019                                  |                                                                             | Первый канал | Дайджест интервью и выступлений актёра                                                                                   |
| Любовь Успенская. Почти любовь, почти падение                          | 2 ноября 2019                                    |                                                                             | Первый канал | Дайджест интервью и выступлений певицы                                                                                   |
| Александра Пахмутова. «Светит незнакомая звезда»                       | 9 ноября 2019                                    |                                                                             | Первый канал | Дайджест интервью и выступлений композитора                                                                              |
| «Самый главный посол». К 100-летию Анатолия Добрынина                  | 17 ноября 2019                                   |                                                                             | Первый канал | Биография |
| Ко дню рождения Александра Маслякова                                   | 24 ноября 2019                                   |                                                                             | Первый канал | Дайджест интервью и выступлений телеведущего                                                                             |
| Тренер                                                                 | 27 ноября 2019                                   | -                                                                           | Первый канал | Биография |
| Игорь Николаев. «Я люблю тебя до слёз»                                 | 18 января 2020                                   |                                                                             | Первый канал | Дайджест интервью и выступлений певца                                                                                    |
| К дню рождения Владимира Высоцкого. «И, улыбаясь, мне ломали крылья»   | 25 января 2020                                   |                                                                             | Первый канал | Дайджест интервью и выступлений певца                                                                                    |
| Памяти Влада Листьева                                                  | 29 февраля 2020                                  | -                                                                           | Первый канал | Дайджест интервью и выступлений телеведущего                                                                             |
| Влад Листьев. «Зачем я сделал этот шаг?»                               | 1 марта 2020                                     | Леонид Ярмольник                                                            | Первый канал | Биография |
| 25 лет спустя                                                          | 4 апреля 2020                                    |                                                                             | Первый канал | Фильм о «Первом канале»                                                                                                  |
| Михаил Танич. «Не забывай»                                             | 11 апреля 2020                                   |                                                                             | Первый канал | Дайджест интервью поэта-песенника и фрагменты его песен                                                                  |
| Эльдар Рязанов. Человек-праздник                                       | 23 мая 2020                                      |                                                                             | Первый канал | Дайджест интервью режиссёра и фрагменты его фильмов                                                                      |
| Миры и войны Сергея Бондарчука                                         | 26 сентября 2020                                 | Сергей Гармаш                                                               | Первый канал | Биография |
| Движение вверх. К 75-летию Никиты Михалкова                            | 25 октября 2020                                  |                                                                             | Первый канал | Биография |
| Колесо счастья                                                         | 1 ноября 2020                                    | Леонид Ярмольник                                                            | Первый канал | Фильм к 30-летию программы «Поле чудес»                                                                                  |
| Буруновбезразницы                                                      | 21 февраля 2021                                  |                                                                             | Первый канал | Дайджест интервью и выступлений актёра                                                                                   |
| Мороз и солнце                                                         | 27 марта 2021                                    | -                                                                           | Первый канал | Биография |
| Первый канал. От Москвы до самых до окраин                             | 4 апреля 2021                                    | -                                                                           | Первый канал | К 26-летию «Первого канала»                                                                                              |
| Манижа. Как пройти по полю, если ты одна?                              | 16 мая 2021                                      | -                                                                           | Первый канал | Биография |
| Памяти Владимира Меньшова                                              | 5 и 10 июля 2021                                 | -                                                                           | Первый канал | Дайджест интервью актёра и режиссёра и фрагменты его фильмов                                                             |
| Три дня, которые изменили мир                                          | 21 августа 2021                                  | Пётр Иващенко                                                               | Первый канал | Об августовском путче |
| Валерий Леонтьев. Наивно это и смешно                                  | 18 сентября 2021                                 |                                                                             | Первый канал | Дайджест интервью и выступлений певца                                                                                    |
| Александр Розенбаум. Мой удивительный сон                              | 19 сентября 2021                                 |                                                                             | Первый канал | Дайджест интервью и выступлений певца                                                                                    |
| Лариса Рубальская. «Напрасные слова»                                   | 26 сентября 2021                                 |                                                                             | Первый канал | Дайджест интервью и выступлений поэтессы                                                                                 |
| До небес и выше                                                        | 2 октября 2021                                   | Сергей Савицкий                                                             | Первый канал | Фильм о достижениях России в космосе                                                                                     |
| Александр 8:0 Масляков                                                 | 27 ноября 2021                                   | Дмитрий Нагиев                                                              | Первый канал | Биография |
| Клара Новикова                                                         | 11 декабря 2021                                  |                                                                             | Первый канал | Дайджест интервью и выступлений артистки                                                                                 |
| К 100-летию Юрия Никулина                                              | 18 декабря 2021                                  |                                                                             | Первый канал | Дайджест интервью и выступлений артиста                                                                                  |
| Галина Волчек. Они знают, что я их люблю                               | 19 декабря 2021                                  | Сергей Гармаш                                                               | Первый канал | Воспоминания коллег об актрисе и режиссёре                                                                               |
| Как долго я тебя искала… К юбилею Веры Алентовой                       | 19 февраля 2022                                  | Валентина Пиманова                                                          | Первый канал | Биография |
| Владимир Жириновский. Прямая речь                                      | 9 апреля 2022                                    |                                                                             | Первый канал | Дайджест интервью и высказываний политика                                                                                |
| Космос. Будущее рядом                                                  | 16 апреля 2022                                   |                                                                             | Первый канал | Фильм о российской лунной программе                                                                                      |
| Баста. Моя игра                                                        | 17 июня 2022                                     |                                                                             | Первый канал | Биография |
| Михаил Задорнов. От первого лица                                       | 13 ноября 2022                                   |                                                                             | Первый канал | Дайджест интервью и выступлений юмориста                                                                                 |
| Игорь Угольников. Острый угол!                                         | 18 декабря 2022                                  |                                                                             | Первый канал | Дайджест интервью и выступлений артиста                                                                                  |
| «Фантастика»: заглядываем внутрь                                       | 8 января 2023                                    |                                                                             | Первый канал | Фильм о создании музыкального шоу                                                                                        |
| Памяти Инны Чуриковой                                                  | 14 января 2023                                   |                                                                             | Первый канал | Дайджест интервью и выступлений актрисы                                                                                  |
| Главный рубеж. Ни шагу назад                                           | 28 мая 2024                                      |                                                                             | Первый канал | Фильм о работе советских погранвойск во время Афганской войны                                                            |

## Фильмы для кинопроката

### Художественные
| Фильм                          | Дата выхода в прокат | Прокатчик         | Сборы в России и СНГ | Дата премьеры на ТВ | Телеканал    | Рейтинг/ доля |
| ------------------------------ | -------------------- | ----------------- | -------------------- | ------------------- | ------------ | ------------- |
| Олимпиус инферно               | —                    | —                 | —                    | 29 марта 2009       | Первый канал | 8.7/ 25.2     |
| Чужая                          | 17 июня 2010         | «20 век Фокс СНГ» | 53 млн руб.          |                     |              |               |
| Музыка крыш                    | 11 февраля 2021      | «Кинолэнд»        | 0,118 млн руб.       | —                   | —            | —             |
| Привет, мама                   | 2 ноября 2023        | «Reflexion Films» | 0,898 млн руб.       | 7 сентября 2024     | Первый канал | нет данных    |
| Баба Мороз и тайна Нового года | 30 ноября 2023       | «Наше кино»       | 24 млн руб.          | 7 января 2024       | Первый канал | 3.1/ 13.0     |
| Авиатор                        | 20 ноября 2025       | «Атмосфера кино»  |                      |                     |              |               |

### Документальные
| Фильм                                          | Дата выхода в прокат | Прокатчик            | Сборы в России и СНГ | Дата премьеры на ТВ | Телеканал    | Рейтинг/ доля |
| ---------------------------------------------- | -------------------- | -------------------- | -------------------- | ------------------- | ------------ | ------------- |
| Байкал. Удивительные приключения Юмы           | 10 июня 2021         | «Централ Партнершип» | 37 млн руб.          | —                   | —            | —             |
| A lumine motus / Меня приводит в движение свет | 27 апреля 2023       | «Кинотайм»           | 0,765 млн руб.       | —                   | —            | —             |
| Алексей Балабанов. Послесловие…                | 5 октября 2023       | «AVK`PRO»            | 2 млн руб.           | 25 февраля 2024     | Первый канал | нет данных    |
| Медведева VS Медведева                         | 23 ноября 2023       | «Кино.Арт.Про»       | 3 млн руб.           | 15 февраля 2025     | Первый канал | нет данных    |
| Жванецкий                                      | 15 мая 2025          | «Каро Премьер»       |                      |                     |              |               |

## Музыкальные клипы
| Название песни   | Исполнитель           | Режиссёр         | Год выхода |
| ---------------- | --------------------- | ---------------- | ---------- |
| Метель           | Анастасия Спиридонова | Илья Советов     | 2017       |
| Flame is Burning | Юлия Самойлова        | Алексей Голубев  | 2017       |
| Прыжок в облака  | Анастасия Спиридонова | Ильдус Курмалеев | 2018       |
| Цунами           | Анастасия Спиридонова | Евгений Курицын  | 2018       |

## Рекламные ролики
| Бренд    | Название                                     | Режиссёр          | Год выхода |
| -------- | -------------------------------------------- | ----------------- | ---------- |
| Банк ВТБ | ВоТ Бы…                                      | Святослав Иванов  | 2017       |
| РЖД      | Имиджевый ролик для РЖД к ЧМ по футболу-2018 | Эдуард Радзюкевич | 2018       |
| ФПК      | К мечте #лучшепоездом                        | Илья Советов      | 2018       |

## Веб-контент
| Название проекта                                             | Сезоны | Дата выпуска                    | Ведущий | Продюсеры                                                                                      | Сервис         | Жанр                                                                          |
| ------------------------------------------------------------ | ------ | ------------------------------- | --- | ---------------------------------------------------------------------------------------------- | -------------- | ----------------------------------------------------------------------------- |
| #наМузыке                                                    | 1      | 15 февраля — 22 марта 2018      | Яна Чурикова, Александр Листьев | Яна Чурикова                                                                                   | Яндекс.Музыка  | музыкальное ток-шоу                                                           |
| Новогоднее шоу на Яндексе                                    | 1      | 31 декабря 2018                 | Саша Спилберг, Ирина Чеснокова, Илья Соболев |                                                                                                | Яндекс.Эфир    | новогодняя развлекательная программа                                          |
| Новый год, я люблю тебя!                                     | 1      | 10 января 2019                  | - | Сергей Корнихин, Иван Яковенко, Лена Шабунина, Мария Енацкая, Евгений Сёмин, Елена Степанищева | ivi.ru         | музыкальный киноальманах                                                      |
| Один день с Евгенией Медведевой: жизнь и тренировки в Канаде | -      | 24 октября 2019                 | - |                                                                                                | Первый канал   | документальный фильм                                                          |
| ФК                                                           | 1      | 21 ноября — 5 декабря 2019      | разные |                                                                                                | Первый канал   | шоу о фигурном катании                                                        |
| Астрологический пронгоз                                      | 1      | 19 декабря 2019 — 6 апреля 2020 | Татьяна Борщ |                                                                                                | YouTube        | гороскоп на ближайшую неделю                                                  |
| Идеальный ремонт. Live                                       | 1      | 19 февраля — 27 мая 2020        | Наталья Барбье |                                                                                                | YouTube        | познавательная программа о ремонте                                            |
| Doctor Jazz Party                                            | 1      | 30 апреля 2020                  | Михаил Иконников и Ольга Скабеева |                                                                                                | ВКонтакте      | благотворительный онлайн-марафон                                              |
| #ТВ                                                          | 1      | 3 июня — 7 августа 2020         | Юрий Николаев, Александр Пушной, Андрей Бартенев, Александр Цыпкин, Евгения Медведева, Алексей Лысенков, Антон Лаврентьев, Наталья Барбье, Татьяна Арно, Геннадий Иозефавичус, Леонид Парфёнов, Ангелина Вовк, Николай Дроздов |                                                                                                | #Москвастобой  | цикл лекций известных людей                                                   |
| Новогорские звёздочки                                        | 1      | 13 июня 2020                    | |                                                                                                | Zoom           | ролик открытия соревнования                                                   |
| COVID-19. Уроки идеального шторма                            | 1      | 2 июля 2020                     | Валдис Пельш |                                                                                                | YouTube        | документальный фильм                                                          |
| Ловец видений                                                | 1      | 22 июля — 14 октября 2020       | |                                                                                                | #Москвастобой  | аудиосериал по роману Сергея Лукьяненко                                       |
| Приходите завтра!                                            | 1      | 14 сентября — 12 октября 2020   | |                                                                                                | Смотри Mail.ru | вступительный онлайн-экзамен в ГИТИС                                          |
| Везде Нагиев                                                 | 1      | 17 сентября и 20 октября 2020   | Дмитрий Нагиев |                                                                                                | YouTube        | шоу юмористических интервью с персонажами в исполнении Нагиева                |
| MONEYпуляторы                                                | 1      | 20 мая 2023                     | |                                                                                                | Start          | документальный сериал о жертвах романтических аферистов                       |
| Центр жизни                                                  | 1      | 4 октября 2023                  | |                                                                                                | Кинопоиск      | документальный фильм о пациентах и врачах НИИ детской онкологии и гематологии |

## Судебные иски
20 июня 2016 года ООО «Красный квадрат» подало в суд иск к АО «Сеть телевизионных станций» (юридическое лицо телеканала СТС). Согласно определению суда, «Красный квадрат» требовал досрочного прекращения правовой охраны товарных знаков № 349949 и № 366964 «Контрольная закупка», закреплённых за «Сетью телевизионных станций». Комментируя ситуацию, пресс-служба «СТС Медиа» сообщила: "В настоящее время мы находимся в процессе передачи полного объёма прав на торговую марку «Контрольная закупка» «Первому каналу». Никакого спора по данному вопросу нет, мы удивлены самим фактом иска". После этого 7 июля 2016 года в суд неожиданно поступило заявление об отказе от данных исковых требований, подписанное генеральным директором ООО «Красный квадрат» Алексеем Кисиным, и производство по делу № СИП-378/2016 было прекращено.

## Награды
- В 2008 году программа «Прожекторперисхилтон» получила премию ТЭФИ в номинации «Информационно-развлекательная программа» и 2 премии «Первого канала» в номинациях «Лучший сценарист» и «Лучший продюсер» (Марина Даниелян)[64].
- В 2008 году шоу «Две звезды» получило премию ТЭФИ в номинации «Музыкальная программа» и 5 премий «Первого канала» в номинациях «Лучшая развлекательная программа», «Лучшие ведущие развлекательной программы» (Алла Пугачёва, Максим Галкин), «Лучший режиссёр» (Андрей Болтенко), «Лучший оператор» (Алексей Сеченов) и «Лучший звукорежиссёр» (Андрей Пастернак)[64].
- В 2008 году проект «Король ринга» получил премию ТЭФИ в номинации «Спортивный комментатор, ведущий спортивной программы» (Кирилл Набутов) и 3 премии «Первого канала» в номинациях «Лучший режиссёр» (Андрей Болтенко), «Лучший оператор» (Алексей Сеченов) и «Лучший звукорежиссёр» (Андрей Пастернак)[64].
- В 2008 году шоу «Большая разница» получило премию ТЭФИ в номинации «Сценарист телевизионной программы» (Руслан Сорокин, Максим Туханин, Дмитрий Зверьков, Виталий Коломиец, Андрей Рожков, Кирилл Керзок, Алексей Александров, Константин Ворончихин, Дмитрий Галдин) и премию «Первого канала» в номинации «Дебют года»[64].
- В 2008 году ток-шоу «На ночь глядя» получило премию ТЭФИ в номинации «Интервьюер» (Борис Берман, Ильдар Жандарёв).
- В 2008 году ток-шоу «Закрытый показ» получило 2 премии ТЭФИ в номинациях «Ток-шоу» и «Ведущий ток-шоу» (Александр Гордон) и премию «Первого канала» в номинации «Лучшее вечернее ток-шоу»[64].
- В 2008 году проект «Модный приговор» получил премию ТЭФИ в номинации «Развлекательная программа: образ жизни» и 2 премии «Первого канала» в номинациях «Лучшее дневное ток-шоу» и «Лучшие ведущие ток-шоу» (Вячеслав Зайцев, Эвелина Хромченко, Арина Шарапова)[64].
- В 2008 году программы «Проводы Старого года» и «Новогодняя ночь на Первом канале» разделили между собой 2 премии «Первого канала» в номинациях «Лучший сценарист» и «Лучший продюсер» (Марина Даниелян)[64].
- В 2008 году телекомпания «Красный квадрат» получила премию «Первого канала» в номинации «Компания-производитель»[64].
- В 2009 году программа «Прожекторперисхилтон» получила 2 премии ТЭФИ в номинациях «Информационно-развлекательная программа» и «Сценарист телевизионной программы» (Марина Даниелян, Дмитрий Мишин, Илья Епищев, Денис Привалов, Саид Давдиев, Вячеслав Благодарский, Станислав Берестовой, Евгений Шелякин, Денис Ртищев, Акав Акавов).
- В 2009 году телеверсия конкурса песни «Евровидение-2009» получила 6 премий ТЭФИ в номинациях «Музыкальная программа», «Продюсер телевизионной программы» (Константин Эрнст, Лариса Синельщикова, Юрий Аксюта, Андрей Болтенко), «Художник-постановщик телевизионной программы» (Джон Кейси, Антон Сакара, Андрей Болтенко), «Звукорежиссёр телевизионной программы» (Алексей Менялин, Андрей Пастернак), «Режиссёр телевизионной программы» (Андрей Болтенко) и «Ведущий развлекательной программы» (Иван Ургант, Алсу, Андрей Малахов, Наталья Водянова, Дмитрий Шепелев).
- В 2009 году фильм «Олимпиус инферно» получил 2 премии ТЭФИ в номинациях «Звукорежиссёр телевизионного фильма/сериала» (Иван Титов) и «Оператор телевизионного художественного фильма/сериала» (Игорь Гринякин).
- В 2009 году документальный фильм «Птица-Гоголь» получил премию ТЭФИ в номинации «Оператор телевизионного документального фильма/сериала» (Владимир Каптур).
- В 2009 году ток-шоу «Познер» получило премию ТЭФИ в номинации «Интервьюер» (Владимир Познер).
- В 2009 году ток-шоу «На ночь глядя» получило премию ТЭФИ в номинации «Интервьюер» (Борис Берман, Ильдар Жандарёв).
- В 2009 году проект «Давай поженимся» получил 2 премии ТЭФИ в номинациях «Развлекательная программа. Образ жизни» и «Ведущий ток-шоу» (Лариса Гузеева).
- В 2010 году программа «Прожекторперисхилтон» получила 3 премии ТЭФИ в номинациях «Информационно-развлекательная программа», «Сценарист телевизионной программы» (Марина Даниелян, Дмитрий Мишин, Илья Епищев, Денис Привалов, Саид Давдиев, Вячеслав Благодарский, Станислав Берестовой, Евгений Шелякин, Денис Ртищев, Кирилл Качурин, Иван Ургант, Гарик Мартиросян, Александр Цекало, Сергей Светлаков) и «Ведущий развлекательной программы» (Иван Ургант, Гарик Мартиросян, Александр Цекало, Сергей Светлаков).
- В 2010 году сериал «Школа» получил премию ТЭФИ в номинации «Продюсер фильма/сериала» (Константин Эрнст, Игорь Толстунов) и премию «Клуба телепрессы» в номинации «Событие сезона» с формулировкой «за бесстрашие эксперимента»[65].
- В 2010 году проект «Мульт личности» получил премию ТЭФИ в номинации «Художник-постановщик телевизионной программы» (Дмитрий Азадов, Анна Либерман).
- В 2010 году шоу «ДОстояние РЕспублики» получило премию ТЭФИ в номинации «Звукорежиссёр телевизионной программы» (Андрей Пастернак).
- В 2010 году документальный фильм «Зворыкин-Муромец» получил премию ТЭФИ в номинации «Режиссёр телевизионного документального фильма/сериала» (Сергей Нурмамед, Иван Скворцов), премию «Клуба телепрессы» в номинации «Персона сезона» с формулировкой «за неизменно штучную работу на фоне конвейерного телевидения» (Леонид Парфёнов)[65] и премию «Лавровая ветвь» в номинации «Лучший просветительский фильм»[66].
- В 2010 году ток-шоу «Гордон Кихот» получило премию ТЭФИ в номинации «Ведущий ток-шоу» (Александр Гордон).
- В 2010 году документальный фильм «Татьяна Навка. Лёд и пламя» получил премию фестиваля спортивных фильмов «Атлант» в номинации «Спорт и личность»[67] и занял 1-е место на 28-м Миланском фестивале спортивных фильмов «Sport Movies & TV 2010» в номинации «Великий чемпион»[68].
- В 2011 году сериал «Школа» получил 2 премии «Золотой Носорог» в номинациях «Теленовелла (больше 32 серий)» и «Лучший оператор-постановщик» (Геннадий Медер, Батыр Моргачёв, Фёдор Лясс)[69].
- В 2011 году входившая в холдинг компания «Техностайл технолоджи» стала победителем ТКТ Awards в номинации «Проект в области кино/постпродакшн»[70].
- В 2012 году сериал «Побег» получил премию «Золотой орёл» в номинации «Лучший телевизионный сериал (более 10 серий)».
- В 2012 году программа «Прожекторперисхилтон» получила 2 премии ТЭФИ в номинациях «Информационно-развлекательная программа» и «Ведущий развлекательной программы» (Иван Ургант, Гарик Мартиросян, Александр Цекало, Сергей Светлаков).
- В 2012 году шоу «ДОстояние РЕспублики» получило премию ТЭФИ в номинации «Музыкальная программа. Популярная музыка».
- В 2012 году концерт «Андрей Макаревич и Оркестр креольского танго» получил премию ТЭФИ в номинации «Звукорежиссёр телевизионной программы» (Всеволод Движков).
- В 2012 году ток-шоу «Познер» получило премию ТЭФИ в номинации «Интервьюер» (Владимир Познер).
- В 2012 году ток-шоу «Закрытый показ» получило премию ТЭФИ в номинации «Ведущий ток-шоу» (Александр Гордон).
- В 2012 году проект «Жестокие игры» получил премию ТЭФИ в номинации «Телевизионная игра. Спортивное состязание».
- В 2013 году шоу «Голос» получило премию Союза журналистов России «Золотое перо России» в номинации «Лучшая программа года»[71].
- В 2013 году сериал «Салам Масква» получил 2 премии фестиваля «Движение» в номинациях «Лучший сценарий» (Павел Бардин, Мария Сапрыкина) и «Лучшая операторская работа» (Сергей Дандурян)[72].
- В 2014 году сериал «Мосгаз» получил премию «Золотой орёл» в номинации «Лучший телефильм или мини-сериал (до 10 серий включительно)».
- В 2014 году шоу «Голос» получило премию ТЭФИ в номинации «Развлекательная программа».
- В 2015 году проект «Модный приговор» получил премию ТЭФИ в номинации «Развлекательная программа. Образ жизни».
- В 2015 году ток-шоу «Сегодня вечером» получило премию ТЭФИ в номинации «Вечернее ток-шоу».
- В 2015 году шоу «Голос» получило 2 премии ТЭФИ в номинациях «Развлекательная программа» и «Телевизионный продюсер сезона» (Юрий Аксюта).
- В 2016 году сериал «Палач» получил 3 премии «Золотой орёл» в номинациях «Лучший телефильм или мини-сериал (до 10 серий)», «Лучшая мужская роль на телевидении» (Андрей Смоляков) и «Лучшая женская роль на телевидении» (Виктория Толстоганова).
- В 2017 году сериал «Салам Масква» получил премию «Ника» в номинации «За творческие достижения в области телевизионной кинематографии».
- В 2017 году шоу «Лучше всех!» получило 2 премии ТЭФИ в номинациях «Телевизионный продюсер сезона» (Илья Кривицкий) и «Ведущий развлекательной программы» (Максим Галкин) и премию «Главные герои» в номинации «Развлекательная программа»[73].
- В 2017 году сериал «Таинственная страсть» получил премию ТЭФИ в номинации «Лучшая актриса телевизионного фильма/сериала» (Чулпан Хаматова), премию АПКиТ в номинации «Лучшая актриса второго плана в телевизионном фильме/сериале» (Юлия Хлынина) и премию имени Олега Янковского «Творческое открытие» за роль Евгения Евтушенко (Филипп Янковский)[74].
- В 2025 году программа «Повара на колёсах» получила премию «Большая цифра» в номинации «ТВ и видеоконтент. Телепрограммы. Тревел-шоу»[75].
- В 2025 году документальный фильм «Алексей Балабанов. Послесловие…» получил премию «Большая цифра» в номинации «Оригинальные фильмы собственного производства»[75].